# Llista d'asteroides (301001-302000)
Llista d'asteroides del 301.001 al 302.000, amb data de descoberta i descobridor. És un fragment de la llista d'asteroides completa. Als asteroides se'ls dona un número quan es confirma la seva òrbita, per tant apareixen llistats aproximadament segons la data de descobriment.

## 301001-301100
| Nom              | Designació provisional | Data de descobriment   | Lloc de descobriment | Descobridor/s     |
| ---------------- | ---------------------- | ---------------------- | -------------------- | ----------------- |
| 301001           | 2008 GE92              | 6 d'abril de 2008      | Mount Lemmon         | Mt. Lemmon Survey |
| 301002           | 2008 GQ98              | 8 d'abril de 2008      | Kitt Peak            | Spacewatch        |
| 301003           | 2008 GU98              | 9 d'abril de 2008      | Mount Lemmon         | Mt. Lemmon Survey |
| 301004           | 2008 GH117             | 11 d'abril de 2008     | Kitt Peak            | Spacewatch        |
| 301005           | 2008 GL117             | 11 d'abril de 2008     | Kitt Peak            | Spacewatch        |
| 301006           | 2008 GH120             | 12 d'abril de 2008     | Catalina             | CSS               |
| 301007           | 2008 GM140             | 7 d'abril de 2008      | Kitt Peak            | Spacewatch        |
| 301008           | 2008 GK141             | 14 d'abril de 2008     | Kitt Peak            | Spacewatch        |
| 301009           | 2008 GS141             | 7 d'abril de 2008      | Kitt Peak            | Spacewatch        |
| 301010           | 2008 HB61              | 30 d'abril de 2008     | Kitt Peak            | Spacewatch        |
| 301011           | 2008 JO                | 2 de maig de 2008      | Catalina             | CSS               |
| 301012           | 2008 JL17              | 3 de maig de 2008      | Mount Lemmon         | Mt. Lemmon Survey |
| 301013           | 2008 JJ18              | 4 de maig de 2008      | Kitt Peak            | Spacewatch        |
| 301014           | 2008 KX20              | 27 de juliol de 2005   | Palomar              | NEAT              |
| 301015           | 2008 PW16              | 12 d'agost de 2008     | La Sagra             | La Sagra          |
| 301016           | 2008 QJ32              | 30 d'agost de 2008     | Socorro              | LINEAR            |
| 301017           | 2008 RF107             | 7 de setembre de 2008  | Mount Lemmon         | Mt. Lemmon Survey |
| 301018           | 2008 RN126             | 3 de setembre de 2008  | Kitt Peak            | Spacewatch        |
| 301019           | 2008 RX129             | 7 de setembre de 2008  | Mount Lemmon         | Mt. Lemmon Survey |
| 301020           | 2008 RW146             | 4 de setembre de 2008  | Kitt Peak            | Spacewatch        |
| 301021           | 2008 SJ11              | 23 de setembre de 2008 | Wrightwood           | J. W. Young       |
| 301022           | 2008 SZ28              | 19 de setembre de 2008 | Kitt Peak            | Spacewatch        |
| 301023           | 2008 SN67              | 21 de setembre de 2008 | Junk Bond            | D. Healy          |
| 301024           | 2008 SH74              | 23 de setembre de 2008 | Catalina             | CSS               |
| 301025           | 2008 SW91              | 21 de setembre de 2008 | Kitt Peak            | Spacewatch        |
| 301026           | 2008 SH104             | 21 de setembre de 2008 | Kitt Peak            | Spacewatch        |
| 301027           | 2008 SN128             | 22 de setembre de 2008 | Kitt Peak            | Spacewatch        |
| 301028           | 2008 SP194             | 25 de setembre de 2008 | Kitt Peak            | Spacewatch        |
| 301029           | 2008 SW205             | 26 de setembre de 2008 | Kitt Peak            | Spacewatch        |
| 301030           | 2008 SO224             | 26 de setembre de 2008 | Kitt Peak            | Spacewatch        |
| 301031           | 2008 SA243             | 29 de setembre de 2008 | Kitt Peak            | Spacewatch        |
| 301032           | 2008 SC258             | 22 de setembre de 2008 | Mount Lemmon         | Mt. Lemmon Survey |
| 301033           | 2008 SB266             | 29 de setembre de 2008 | Kitt Peak            | Spacewatch        |
| 301034           | 2008 SG266             | 20 de setembre de 2008 | Kitt Peak            | Spacewatch        |
| 301035           | 2008 SH268             | 24 de setembre de 2008 | Kitt Peak            | Spacewatch        |
| 301036           | 2008 SG283             | 22 de setembre de 2008 | Mount Lemmon         | Mt. Lemmon Survey |
| 301037           | 2008 SN291             | 22 de setembre de 2008 | Catalina             | CSS               |
| 301038           | 2008 SM297             | 20 de setembre de 2008 | Kitt Peak            | Spacewatch        |
| 301039           | 2008 SQ305             | 27 de setembre de 2008 | Mount Lemmon         | Mt. Lemmon Survey |
| 301040           | 2008 TX20              | 1 d'octubre de 2008    | Mount Lemmon         | Mt. Lemmon Survey |
| 301041           | 2008 TY32              | 1 d'octubre de 2008    | Kitt Peak            | Spacewatch        |
| 301042           | 2008 TX38              | 1 d'octubre de 2008    | Kitt Peak            | Spacewatch        |
| 301043           | 2008 TG56              | 2 d'octubre de 2008    | Kitt Peak            | Spacewatch        |
| 301044           | 2008 TQ65              | 2 d'octubre de 2008    | Catalina             | CSS               |
| 301045           | 2008 TY98              | 6 d'octubre de 2008    | Kitt Peak            | Spacewatch        |
| 301046           | 2008 TZ112             | 6 d'octubre de 2008    | Kitt Peak            | Spacewatch        |
| 301047           | 2008 TJ124             | 8 de desembre de 2005  | Kitt Peak            | Spacewatch        |
| 301048           | 2008 TB162             | 9 d'octubre de 2008    | Kitt Peak            | Spacewatch        |
| 301049           | 2008 TP168             | 2 d'octubre de 2008    | Mount Lemmon         | Mt. Lemmon Survey |
| 301050           | 2008 TV177             | 8 d'octubre de 2008    | Catalina             | CSS               |
| 301051           | 2008 TP180             | 2 d'octubre de 2008    | Catalina             | CSS               |
| 301052           | 2008 TY187             | 9 d'octubre de 2008    | Kitt Peak            | Spacewatch        |
| 301053           | 2008 UX1               | 22 d'octubre de 2008   | Junk Bond            | D. Healy          |
| 301054           | 2008 UT13              | 17 d'octubre de 2008   | Kitt Peak            | Spacewatch        |
| 301055           | 2008 US26              | 20 d'octubre de 2008   | Kitt Peak            | Spacewatch        |
| 301056           | 2008 UR46              | 20 d'octubre de 2008   | Kitt Peak            | Spacewatch        |
| 301057           | 2008 UH50              | 20 d'octubre de 2008   | Mount Lemmon         | Mt. Lemmon Survey |
| 301058           | 2008 UX61              | 21 d'octubre de 2008   | Kitt Peak            | Spacewatch        |
| 301059           | 2008 UC72              | 21 d'octubre de 2008   | Kitt Peak            | Spacewatch        |
| 301060           | 2008 UU80              | 22 d'octubre de 2008   | Mount Lemmon         | Mt. Lemmon Survey |
| 301061 Egelsbach | 2008 UO91              | 28 d'octubre de 2008   | Tzec Maun            | E. Schwab         |
| 301062           | 2008 UA103             | 20 d'octubre de 2008   | Kitt Peak            | Spacewatch        |
| 301063           | 2008 UE126             | 22 d'octubre de 2008   | Kitt Peak            | Spacewatch        |
| 301064           | 2008 UG126             | 22 d'octubre de 2008   | Kitt Peak            | Spacewatch        |
| 301065           | 2008 UB127             | 22 d'octubre de 2008   | Kitt Peak            | Spacewatch        |
| 301066           | 2008 UR140             | 23 d'octubre de 2008   | Kitt Peak            | Spacewatch        |
| 301067           | 2008 UC143             | 23 d'octubre de 2008   | Kitt Peak            | Spacewatch        |
| 301068           | 2008 UH151             | 23 d'octubre de 2008   | Kitt Peak            | Spacewatch        |
| 301069           | 2008 UA163             | 24 d'octubre de 2008   | Kitt Peak            | Spacewatch        |
| 301070           | 2008 UJ170             | 24 d'octubre de 2008   | Catalina             | CSS               |
| 301071           | 2008 UZ170             | 24 d'octubre de 2008   | Kitt Peak            | Spacewatch        |
| 301072           | 2008 UZ190             | 25 d'octubre de 2008   | Mount Lemmon         | Mt. Lemmon Survey |
| 301073           | 2008 UU200             | 27 d'octubre de 2008   | Socorro              | LINEAR            |
| 301074           | 2008 UL208             | 23 d'octubre de 2008   | Kitt Peak            | Spacewatch        |
| 301075           | 2008 US208             | 23 d'octubre de 2008   | Kitt Peak            | Spacewatch        |
| 301076           | 2008 UK225             | 25 d'octubre de 2008   | Kitt Peak            | Spacewatch        |
| 301077           | 2008 UG238             | 27 de desembre de 2005 | Kitt Peak            | Spacewatch        |
| 301078           | 2008 UF247             | 26 d'octubre de 2008   | Kitt Peak            | Spacewatch        |
| 301079           | 2008 UV254             | 15 de novembre de 1998 | Kitt Peak            | Spacewatch        |
| 301080           | 2008 UK257             | 27 d'octubre de 2008   | Kitt Peak            | Spacewatch        |
| 301081           | 2008 UD265             | 2 de desembre de 2005  | Mount Lemmon         | Mt. Lemmon Survey |
| 301082           | 2008 UZ266             | 28 d'octubre de 2008   | Kitt Peak            | Spacewatch        |
| 301083           | 2008 UV287             | 28 d'octubre de 2008   | Mount Lemmon         | Mt. Lemmon Survey |
| 301084           | 2008 UG293             | 29 d'octubre de 2008   | Kitt Peak            | Spacewatch        |
| 301085           | 2008 UG313             | 30 d'octubre de 2008   | Catalina             | CSS               |
| 301086           | 2008 UQ315             | 30 d'octubre de 2008   | Kitt Peak            | Spacewatch        |
| 301087           | 2008 UQ338             | 21 d'octubre de 2008   | Kitt Peak            | Spacewatch        |
| 301088           | 2008 UW339             | 23 d'octubre de 2008   | Kitt Peak            | Spacewatch        |
| 301089           | 2008 UE340             | 23 d'octubre de 2008   | Mount Lemmon         | Mt. Lemmon Survey |
| 301090           | 2008 US341             | 27 d'octubre de 2008   | Kitt Peak            | Spacewatch        |
| 301091           | 2008 UX344             | 31 d'octubre de 2008   | Kitt Peak            | Spacewatch        |
| 301092           | 2008 UG345             | 31 d'octubre de 2008   | Kitt Peak            | Spacewatch        |
| 301093           | 2008 UU348             | 25 d'octubre de 2008   | Mount Lemmon         | Mt. Lemmon Survey |
| 301094           | 2008 UA355             | 30 d'octubre de 2008   | Kitt Peak            | Spacewatch        |
| 301095           | 2008 UQ355             | 25 d'octubre de 2008   | Kitt Peak            | Spacewatch        |
| 301096           | 2008 UF358             | 25 d'octubre de 2008   | Kitt Peak            | Spacewatch        |
| 301097           | 2008 UN360             | 27 d'octubre de 2008   | Kitt Peak            | Spacewatch        |
| 301098           | 2008 UC361             | 25 d'octubre de 2008   | Catalina             | CSS               |
| 301099           | 2008 UA366             | 27 d'octubre de 2008   | Mount Lemmon         | Mt. Lemmon Survey |
| 301100           | 2008 UF369             | 27 d'octubre de 2008   | Mount Lemmon         | Mt. Lemmon Survey |

## 301101-301200
| Nom    | Designació provisional | Data de descobriment   | Lloc de descobriment | Descobridor/s       |
| ------ | ---------------------- | ---------------------- | -------------------- | ------------------- |
| 301101 | 2008 UB370             | 28 d'octubre de 2008   | Mount Lemmon         | Mt. Lemmon Survey   |
| 301102 | 2008 VF23              | 1 de novembre de 2008  | Kitt Peak            | Spacewatch          |
| 301103 | 2008 VB30              | 2 de novembre de 2008  | Kitt Peak            | Spacewatch          |
| 301104 | 2008 VV48              | 3 de novembre de 2008  | Kitt Peak            | Spacewatch          |
| 301105 | 2008 VB67              | 7 de novembre de 2008  | Mount Lemmon         | Mt. Lemmon Survey   |
| 301106 | 2008 VW69              | 6 de novembre de 2008  | Mount Lemmon         | Mt. Lemmon Survey   |
| 301107 | 2008 VG70              | 6 de novembre de 2008  | Mount Lemmon         | Mt. Lemmon Survey   |
| 301108 | 2008 VE71              | 8 de novembre de 2008  | Kitt Peak            | Spacewatch          |
| 301109 | 2008 VQ71              | 1 de novembre de 2008  | Kitt Peak            | Spacewatch          |
| 301110 | 2008 VQ77              | 6 de novembre de 2008  | Kitt Peak            | Spacewatch          |
| 301111 | 2008 WC1               | 17 de novembre de 2008 | Kitt Peak            | Spacewatch          |
| 301112 | 2008 WT1               | 18 de novembre de 2008 | Socorro              | LINEAR              |
| 301113 | 2008 WP23              | 18 de novembre de 2008 | Catalina             | CSS                 |
| 301114 | 2008 WN25              | 18 de novembre de 2008 | Kitt Peak            | Spacewatch          |
| 301115 | 2008 WM42              | 17 de novembre de 2008 | Kitt Peak            | Spacewatch          |
| 301116 | 2008 WJ48              | 17 de novembre de 2008 | Kitt Peak            | Spacewatch          |
| 301117 | 2008 WK48              | 17 de novembre de 2008 | Kitt Peak            | Spacewatch          |
| 301118 | 2008 WG50              | 18 de novembre de 2008 | Kitt Peak            | Spacewatch          |
| 301119 | 2008 WX56              | 24 d'octubre de 1998   | Kitt Peak            | Spacewatch          |
| 301120 | 2008 WC59              | 22 de novembre de 2008 | Farra d'Isonzo       | Farra d'Isonzo      |
| 301121 | 2008 WE59              | 22 de novembre de 2008 | Pla D'Arguines       | R. Ferrando         |
| 301122 | 2008 WQ64              | 28 de setembre de 2008 | Mount Lemmon         | Mt. Lemmon Survey   |
| 301123 | 2008 WT68              | 18 de novembre de 2008 | Kitt Peak            | Spacewatch          |
| 301124 | 2008 WN70              | 18 de novembre de 2008 | Kitt Peak            | Spacewatch          |
| 301125 | 2008 WP76              | 20 de novembre de 2008 | Kitt Peak            | Spacewatch          |
| 301126 | 2008 WZ89              | 22 de novembre de 2008 | Mount Lemmon         | Mt. Lemmon Survey   |
| 301127 | 2008 WT91              | 23 de novembre de 2008 | Mount Lemmon         | Mt. Lemmon Survey   |
| 301128 | 2008 WV96              | 28 de novembre de 2008 | Vicques              | M. Ory              |
| 301129 | 2008 WY105             | 30 de novembre de 2008 | Kitt Peak            | Spacewatch          |
| 301130 | 2008 WJ110             | 30 de novembre de 2008 | Kitt Peak            | Spacewatch          |
| 301131 | 2008 WQ116             | 30 de novembre de 2008 | Kitt Peak            | Spacewatch          |
| 301132 | 2008 WX127             | 21 de novembre de 2008 | Kitt Peak            | Spacewatch          |
| 301133 | 2008 WC134             | 19 de novembre de 2008 | Mount Lemmon         | Mt. Lemmon Survey   |
| 301134 | 2008 WZ134             | 30 de novembre de 2008 | Mount Lemmon         | Mt. Lemmon Survey   |
| 301135 | 2008 XR9               | 1 de desembre de 2008  | Catalina             | CSS                 |
| 301136 | 2008 XT9               | 1 de desembre de 2008  | Mount Lemmon         | Mt. Lemmon Survey   |
| 301137 | 2008 XS20              | 1 de desembre de 2008  | Kitt Peak            | Spacewatch          |
| 301138 | 2008 XJ37              | 2 de desembre de 2008  | Kitt Peak            | Spacewatch          |
| 301139 | 2008 XM38              | 2 de desembre de 2008  | Kitt Peak            | Spacewatch          |
| 301140 | 2008 XV47              | 4 de desembre de 2008  | Mount Lemmon         | Mt. Lemmon Survey   |
| 301141 | 2008 XZ47              | 4 de desembre de 2008  | Mount Lemmon         | Mt. Lemmon Survey   |
| 301142 | 2008 XF48              | 4 de desembre de 2008  | Mount Lemmon         | Mt. Lemmon Survey   |
| 301143 | 2008 XJ48              | 4 de desembre de 2008  | Mount Lemmon         | Mt. Lemmon Survey   |
| 301144 | 2008 XY49              | 4 de desembre de 2008  | Mount Lemmon         | Mt. Lemmon Survey   |
| 301145 | 2008 XA53              | 4 de desembre de 2008  | Mount Lemmon         | Mt. Lemmon Survey   |
| 301146 | 2008 XN53              | 6 de desembre de 2008  | Bisei SG Center      | BATTeRS             |
| 301147 | 2008 XR53              | 1 de desembre de 2008  | Socorro              | LINEAR              |
| 301148 | 2008 XW55              | 5 de desembre de 2008  | Kitt Peak            | Spacewatch          |
| 301149 | 2008 XG56              | 4 de desembre de 2008  | Kitt Peak            | Spacewatch          |
| 301150 | 2008 YB7               | 23 de desembre de 2008 | Dauban               | F. Kugel            |
| 301151 | 2008 YG7               | 19 de desembre de 2008 | La Sagra             | La Sagra            |
| 301152 | 2008 YT7               | 19 de novembre de 2004 | Catalina             | CSS                 |
| 301153 | 2008 YO9               | 25 de desembre de 2008 | Weihai               | Shandong University |
| 301154 | 2008 YD16              | 21 de desembre de 2008 | Mount Lemmon         | Mt. Lemmon Survey   |
| 301155 | 2008 YO17              | 21 de desembre de 2008 | Mount Lemmon         | Mt. Lemmon Survey   |
| 301156 | 2008 YA19              | 21 de desembre de 2008 | Mount Lemmon         | Mt. Lemmon Survey   |
| 301157 | 2008 YL19              | 21 de desembre de 2008 | Mount Lemmon         | Mt. Lemmon Survey   |
| 301158 | 2008 YT21              | 21 de desembre de 2008 | Mount Lemmon         | Mt. Lemmon Survey   |
| 301159 | 2008 YJ23              | 20 de desembre de 2008 | La Sagra             | La Sagra            |
| 301160 | 2008 YX29              | 29 de desembre de 2008 | Taunus               | S. Karge, R. Kling  |
| 301161 | 2008 YO33              | 29 de desembre de 2008 | Dauban               | F. Kugel            |
| 301162 | 2008 YS34              | 31 de desembre de 2008 | Bergisch Gladbac     | W. Bickel           |
| 301163 | 2008 YZ36              | 22 de desembre de 2008 | Kitt Peak            | Spacewatch          |
| 301164 | 2008 YF41              | 30 de desembre de 2008 | Catalina             | CSS                 |
| 301165 | 2008 YC50              | 29 de desembre de 2008 | Mount Lemmon         | Mt. Lemmon Survey   |
| 301166 | 2008 YQ53              | 29 de desembre de 2008 | Mount Lemmon         | Mt. Lemmon Survey   |
| 301167 | 2008 YR65              | 30 de desembre de 2008 | Mount Lemmon         | Mt. Lemmon Survey   |
| 301168 | 2008 YT65              | 30 de desembre de 2008 | Mount Lemmon         | Mt. Lemmon Survey   |
| 301169 | 2008 YQ67              | 30 de desembre de 2008 | Mount Lemmon         | Mt. Lemmon Survey   |
| 301170 | 2008 YT70              | 29 de desembre de 2008 | Mount Lemmon         | Mt. Lemmon Survey   |
| 301171 | 2008 YM78              | 30 de desembre de 2008 | Mount Lemmon         | Mt. Lemmon Survey   |
| 301172 | 2008 YD89              | 29 de desembre de 2008 | Kitt Peak            | Spacewatch          |
| 301173 | 2008 YK97              | 29 de desembre de 2008 | Mount Lemmon         | Mt. Lemmon Survey   |
| 301174 | 2008 YF103             | 29 de desembre de 2008 | Kitt Peak            | Spacewatch          |
| 301175 | 2008 YZ103             | 29 de desembre de 2008 | Kitt Peak            | Spacewatch          |
| 301176 | 2008 YX104             | 29 de desembre de 2008 | Kitt Peak            | Spacewatch          |
| 301177 | 2008 YZ104             | 29 de desembre de 2008 | Kitt Peak            | Spacewatch          |
| 301178 | 2008 YK117             | 29 de desembre de 2008 | Kitt Peak            | Spacewatch          |
| 301179 | 2008 YA128             | 30 de desembre de 2008 | Kitt Peak            | Spacewatch          |
| 301180 | 2008 YE129             | 31 de desembre de 2008 | Kitt Peak            | Spacewatch          |
| 301181 | 2008 YZ133             | 30 de desembre de 2008 | Kitt Peak            | Spacewatch          |
| 301182 | 2008 YF138             | 30 de desembre de 2008 | Kitt Peak            | Spacewatch          |
| 301183 | 2008 YH143             | 30 de desembre de 2008 | Kitt Peak            | Spacewatch          |
| 301184 | 2008 YW145             | 30 de desembre de 2008 | Kitt Peak            | Spacewatch          |
| 301185 | 2008 YY145             | 30 de desembre de 2008 | Kitt Peak            | Spacewatch          |
| 301186 | 2008 YJ146             | 30 de desembre de 2008 | Kitt Peak            | Spacewatch          |
| 301187 | 2008 YR147             | 31 de desembre de 2008 | Kitt Peak            | Spacewatch          |
| 301188 | 2008 YH152             | 22 de desembre de 2008 | Kitt Peak            | Spacewatch          |
| 301189 | 2008 YS152             | 30 de desembre de 2008 | Mount Lemmon         | Mt. Lemmon Survey   |
| 301190 | 2008 YS159             | 21 de desembre de 2008 | Mount Lemmon         | Mt. Lemmon Survey   |
| 301191 | 2008 YR161             | 21 de desembre de 2008 | Mount Lemmon         | Mt. Lemmon Survey   |
| 301192 | 2008 YZ165             | 29 de desembre de 2008 | Mount Lemmon         | Mt. Lemmon Survey   |
| 301193 | 2008 YW166             | 21 de desembre de 2008 | Socorro              | LINEAR              |
| 301194 | 2008 YH167             | 21 de desembre de 2008 | Socorro              | LINEAR              |
| 301195 | 2008 YM167             | 21 de desembre de 2008 | Catalina             | CSS                 |
| 301196 | 2008 YO168             | 31 de desembre de 2008 | Catalina             | CSS                 |
| 301197 | 2008 YR169             | 30 de desembre de 2008 | Mount Lemmon         | Mt. Lemmon Survey   |
| 301198 | 2008 YR171             | 31 de desembre de 2008 | Socorro              | LINEAR              |
| 301199 | 2008 YA172             | 30 de desembre de 2008 | Mount Lemmon         | Mt. Lemmon Survey   |
| 301200 | 2009 AH                | 1 de gener de 2009     | Mayhill              | A. Lowe             |

## 301201-301300
| Nom    | Designació provisional | Data de descobriment   | Lloc de descobriment | Descobridor/s          |
| ------ | ---------------------- | ---------------------- | -------------------- | ---------------------- |
| 301201 | 2009 AO11              | 2 de gener de 2009     | Mount Lemmon         | Mt. Lemmon Survey      |
| 301202 | 2009 AZ22              | 3 de gener de 2009     | Kitt Peak            | Spacewatch             |
| 301203 | 2009 AB24              | 3 de gener de 2009     | Kitt Peak            | Spacewatch             |
| 301204 | 2009 AU27              | 2 de gener de 2009     | Kitt Peak            | Spacewatch             |
| 301205 | 2009 AC30              | 18 de desembre de 2001 | Kitt Peak            | Spacewatch             |
| 301206 | 2009 AC31              | 15 de gener de 2009    | Kitt Peak            | Spacewatch             |
| 301207 | 2009 AQ34              | 15 de gener de 2009    | Kitt Peak            | Spacewatch             |
| 301208 | 2009 AL41              | 15 de gener de 2009    | Kitt Peak            | Spacewatch             |
| 301209 | 2009 AU42              | 2 de gener de 2009     | Mount Lemmon         | Mt. Lemmon Survey      |
| 301210 | 2009 AB44              | 3 de gener de 2009     | Mount Lemmon         | Mt. Lemmon Survey      |
| 301211 | 2009 AC44              | 3 de gener de 2009     | Mount Lemmon         | Mt. Lemmon Survey      |
| 301212 | 2009 AG44              | 3 de gener de 2009     | Mount Lemmon         | Mt. Lemmon Survey      |
| 301213 | 2009 AP45              | 2 de gener de 2009     | Kitt Peak            | Spacewatch             |
| 301214 | 2009 AU45              | 1 de gener de 2009     | Mount Lemmon         | Mt. Lemmon Survey      |
| 301215 | 2009 AL46              | 15 de gener de 2009    | Kitt Peak            | Spacewatch             |
| 301216 | 2009 AK48              | 2 de gener de 2009     | Mount Lemmon         | Mt. Lemmon Survey      |
| 301217 | 2009 AQ49              | 1 de gener de 2009     | Kitt Peak            | Spacewatch             |
| 301218 | 2009 AP50              | 3 de gener de 2009     | Catalina             | CSS                    |
| 301219 | 2009 BP2               | 18 de gener de 2009    | Weihai               | Shandong University    |
| 301220 | 2009 BK4               | 18 de gener de 2009    | Socorro              | LINEAR                 |
| 301221 | 2009 BL5               | 20 de gener de 2009    | Tzec Maun            | F. Tozzi               |
| 301222 | 2009 BK6               | 18 de gener de 2009    | Socorro              | LINEAR                 |
| 301223 | 2009 BZ6               | 18 de gener de 2009    | Socorro              | LINEAR                 |
| 301224 | 2009 BX8               | 17 de gener de 2009    | Socorro              | LINEAR                 |
| 301225 | 2009 BD9               | 17 de gener de 2009    | Socorro              | LINEAR                 |
| 301226 | 2009 BW12              | 21 de gener de 2009    | Socorro              | LINEAR                 |
| 301227 | 2009 BL13              | 22 de gener de 2009    | Socorro              | LINEAR                 |
| 301228 | 2009 BN13              | 22 de gener de 2009    | Socorro              | LINEAR                 |
| 301229 | 2009 BS13              | 26 de gener de 2009    | Mayhill              | A. Lowe                |
| 301230 | 2009 BC19              | 16 de gener de 2009    | Mount Lemmon         | Mt. Lemmon Survey      |
| 301231 | 2009 BS19              | 16 de gener de 2009    | Mount Lemmon         | Mt. Lemmon Survey      |
| 301232 | 2009 BY24              | 17 de gener de 2009    | Kitt Peak            | Spacewatch             |
| 301233 | 2009 BK25              | 19 de gener de 2009    | Mount Lemmon         | Mt. Lemmon Survey      |
| 301234 | 2009 BY26              | 16 de gener de 2009    | Kitt Peak            | Spacewatch             |
| 301235 | 2009 BE34              | 16 de gener de 2009    | Kitt Peak            | Spacewatch             |
| 301236 | 2009 BJ37              | 16 de gener de 2009    | Kitt Peak            | Spacewatch             |
| 301237 | 2009 BM40              | 16 de gener de 2009    | Kitt Peak            | Spacewatch             |
| 301238 | 2009 BD42              | 16 de gener de 2009    | Kitt Peak            | Spacewatch             |
| 301239 | 2009 BH42              | 16 de gener de 2009    | Kitt Peak            | Spacewatch             |
| 301240 | 2009 BE43              | 16 de gener de 2009    | Kitt Peak            | Spacewatch             |
| 301241 | 2009 BO43              | 16 de gener de 2009    | Kitt Peak            | Spacewatch             |
| 301242 | 2009 BS43              | 16 de gener de 2009    | Kitt Peak            | Spacewatch             |
| 301243 | 2009 BF45              | 16 de gener de 2009    | Kitt Peak            | Spacewatch             |
| 301244 | 2009 BJ45              | 16 de gener de 2009    | Kitt Peak            | Spacewatch             |
| 301245 | 2009 BS45              | 16 de gener de 2009    | Kitt Peak            | Spacewatch             |
| 301246 | 2009 BW45              | 16 de gener de 2009    | Kitt Peak            | Spacewatch             |
| 301247 | 2009 BR46              | 16 de gener de 2009    | Kitt Peak            | Spacewatch             |
| 301248 | 2009 BR47              | 16 de gener de 2009    | Mount Lemmon         | Mt. Lemmon Survey      |
| 301249 | 2009 BT48              | 16 de gener de 2009    | Kitt Peak            | Spacewatch             |
| 301250 | 2009 BP49              | 16 de gener de 2009    | Mount Lemmon         | Mt. Lemmon Survey      |
| 301251 | 2009 BZ49              | 16 de gener de 2009    | Mount Lemmon         | Mt. Lemmon Survey      |
| 301252 | 2009 BO50              | 16 de gener de 2009    | Mount Lemmon         | Mt. Lemmon Survey      |
| 301253 | 2009 BR52              | 16 de gener de 2009    | Mount Lemmon         | Mt. Lemmon Survey      |
| 301254 | 2009 BW52              | 16 de gener de 2009    | Mount Lemmon         | Mt. Lemmon Survey      |
| 301255 | 2009 BH55              | 16 de gener de 2009    | Mount Lemmon         | Mt. Lemmon Survey      |
| 301256 | 2009 BW65              | 20 de gener de 2009    | Kitt Peak            | Spacewatch             |
| 301257 | 2009 BN69              | 25 de gener de 2009    | Catalina             | CSS                    |
| 301258 | 2009 BP69              | 25 de gener de 2009    | Catalina             | CSS                    |
| 301259 | 2009 BK70              | 25 de gener de 2009    | Catalina             | CSS                    |
| 301260 | 2009 BH71              | 26 de gener de 2009    | Purple Mountain      | PMO NEO Survey Program |
| 301261 | 2009 BS71              | 19 de desembre de 2004 | Mount Lemmon         | Mt. Lemmon Survey      |
| 301262 | 2009 BZ76              | 28 de gener de 2009    | Catalina             | CSS                    |
| 301263 | 2009 BB77              | 30 de gener de 2009    | Haleakala            | R. Miles               |
| 301264 | 2009 BO77              | 25 de gener de 2009    | Socorro              | LINEAR                 |
| 301265 | 2009 BG79              | 29 de gener de 2009    | Wildberg             | R. Apitzsch            |
| 301266 | 2009 BN79              | 30 de gener de 2009    | Socorro              | LINEAR                 |
| 301267 | 2009 BZ81              | 31 de gener de 2009    | Socorro              | LINEAR                 |
| 301268 | 2009 BK83              | 29 de gener de 2009    | Pla D'Arguines       | R. Ferrando            |
| 301269 | 2009 BT83              | 31 de gener de 2009    | Kitt Peak            | Spacewatch             |
| 301270 | 2009 BX83              | 31 de gener de 2009    | Kitt Peak            | Spacewatch             |
| 301271 | 2009 BB84              | 31 de gener de 2009    | Kitt Peak            | Spacewatch             |
| 301272 | 2009 BR84              | 25 de gener de 2009    | Kitt Peak            | Spacewatch             |
| 301273 | 2009 BJ86              | 25 de gener de 2009    | Kitt Peak            | Spacewatch             |
| 301274 | 2009 BH89              | 25 de gener de 2009    | Kitt Peak            | Spacewatch             |
| 301275 | 2009 BG90              | 25 de gener de 2009    | Kitt Peak            | Spacewatch             |
| 301276 | 2009 BJ90              | 25 de gener de 2009    | Kitt Peak            | Spacewatch             |
| 301277 | 2009 BW90              | 25 de gener de 2009    | Kitt Peak            | Spacewatch             |
| 301278 | 2009 BF91              | 25 de gener de 2009    | Kitt Peak            | Spacewatch             |
| 301279 | 2009 BH94              | 25 de gener de 2009    | Kitt Peak            | Spacewatch             |
| 301280 | 2009 BS94              | 25 de gener de 2009    | Kitt Peak            | Spacewatch             |
| 301281 | 2009 BM98              | 26 de gener de 2009    | Mount Lemmon         | Mt. Lemmon Survey      |
| 301282 | 2009 BT104             | 25 de gener de 2009    | Kitt Peak            | Spacewatch             |
| 301283 | 2009 BA105             | 25 de gener de 2009    | Kitt Peak            | Spacewatch             |
| 301284 | 2009 BF105             | 25 de gener de 2009    | Kitt Peak            | Spacewatch             |
| 301285 | 2009 BZ107             | 29 de gener de 2009    | Mount Lemmon         | Mt. Lemmon Survey      |
| 301286 | 2009 BA108             | 29 de gener de 2009    | Mount Lemmon         | Mt. Lemmon Survey      |
| 301287 | 2009 BD108             | 29 de gener de 2009    | Mount Lemmon         | Mt. Lemmon Survey      |
| 301288 | 2009 BA110             | 30 de gener de 2009    | Bergisch Gladbac     | W. Bickel              |
| 301289 | 2009 BR112             | 31 de gener de 2009    | Mount Lemmon         | Mt. Lemmon Survey      |
| 301290 | 2009 BG113             | 24 de gener de 2009    | Cerro Burek          | Cerro Burek            |
| 301291 | 2009 BW113             | 26 de gener de 2009    | Mount Lemmon         | Mt. Lemmon Survey      |
| 301292 | 2009 BK120             | 31 de gener de 2009    | Kitt Peak            | Spacewatch             |
| 301293 | 2009 BS123             | 31 de gener de 2009    | Kitt Peak            | Spacewatch             |
| 301294 | 2009 BW123             | 31 de gener de 2009    | Kitt Peak            | Spacewatch             |
| 301295 | 2009 BY123             | 31 de gener de 2009    | Kitt Peak            | Spacewatch             |
| 301296 | 2009 BJ124             | 31 de gener de 2009    | Kitt Peak            | Spacewatch             |
| 301297 | 2009 BV124             | 31 de gener de 2009    | Kitt Peak            | Spacewatch             |
| 301298 | 2009 BP125             | 28 de gener de 2009    | Kitt Peak            | Spacewatch             |
| 301299 | 2009 BP127             | 29 de gener de 2009    | Kitt Peak            | Spacewatch             |
| 301300 | 2009 BC129             | 30 de gener de 2009    | Kitt Peak            | Spacewatch             |

## 301301-301400
| Nom             | Designació provisional | Data de descobriment   | Lloc de descobriment | Descobridor/s          |
| --------------- | ---------------------- | ---------------------- | -------------------- | ---------------------- |
| 301301          | 2009 BL130             | 31 de gener de 2009    | Mount Lemmon         | Mt. Lemmon Survey      |
| 301302          | 2009 BX130             | 31 de gener de 2009    | Mount Lemmon         | Mt. Lemmon Survey      |
| 301303          | 2009 BL131             | 31 de gener de 2009    | Mount Lemmon         | Mt. Lemmon Survey      |
| 301304          | 2009 BH133             | 29 de gener de 2009    | Kitt Peak            | Spacewatch             |
| 301305          | 2009 BU133             | 29 de gener de 2009    | Kitt Peak            | Spacewatch             |
| 301306          | 2009 BF134             | 29 de gener de 2009    | Kitt Peak            | Spacewatch             |
| 301307          | 2009 BQ134             | 29 de gener de 2009    | Kitt Peak            | Spacewatch             |
| 301308          | 2009 BB140             | 29 de gener de 2009    | Kitt Peak            | Spacewatch             |
| 301309          | 2009 BR142             | 30 de gener de 2009    | Mount Lemmon         | Mt. Lemmon Survey      |
| 301310          | 2009 BT142             | 30 de gener de 2009    | Kitt Peak            | Spacewatch             |
| 301311          | 2009 BM146             | 30 de gener de 2009    | Mount Lemmon         | Mt. Lemmon Survey      |
| 301312          | 2009 BC147             | 18 de desembre de 2004 | Mount Lemmon         | Mt. Lemmon Survey      |
| 301313          | 2009 BP148             | 30 de gener de 2009    | Mount Lemmon         | Mt. Lemmon Survey      |
| 301314          | 2009 BO149             | 31 de gener de 2009    | Mount Lemmon         | Mt. Lemmon Survey      |
| 301315          | 2009 BS149             | 31 de gener de 2009    | Kitt Peak            | Spacewatch             |
| 301316          | 2009 BR150             | 27 de gener de 2009    | Purple Mountain      | PMO NEO Survey Program |
| 301317          | 2009 BO153             | 31 de gener de 2009    | Kitt Peak            | Spacewatch             |
| 301318          | 2009 BK155             | 31 de gener de 2009    | Kitt Peak            | Spacewatch             |
| 301319          | 2009 BR157             | 31 de gener de 2009    | Kitt Peak            | Spacewatch             |
| 301320          | 2009 BM158             | 31 de gener de 2009    | Kitt Peak            | Spacewatch             |
| 301321          | 2009 BP162             | 30 de gener de 2009    | Mount Lemmon         | Mt. Lemmon Survey      |
| 301322          | 2009 BL167             | 24 de gener de 2009    | Cerro Burek          | Cerro Burek            |
| 301323          | 2009 BC168             | 24 de gener de 2009    | Cerro Burek          | Cerro Burek            |
| 301324          | 2009 BQ169             | 16 de gener de 2009    | Kitt Peak            | Spacewatch             |
| 301325          | 2009 BV171             | 17 de gener de 2009    | Kitt Peak            | Spacewatch             |
| 301326          | 2009 BB173             | 20 de gener de 2009    | Mount Lemmon         | Mt. Lemmon Survey      |
| 301327          | 2009 BP173             | 20 de gener de 2009    | Catalina             | CSS                    |
| 301328          | 2009 BG176             | 31 de gener de 2009    | Mount Lemmon         | Mt. Lemmon Survey      |
| 301329          | 2009 BL176             | 31 de gener de 2009    | Kitt Peak            | Spacewatch             |
| 301330          | 2009 BR178             | 25 de gener de 2009    | Kitt Peak            | Spacewatch             |
| 301331          | 2009 BV178             | 30 de gener de 2009    | Mount Lemmon         | Mt. Lemmon Survey      |
| 301332          | 2009 BC179             | 30 de gener de 2009    | Mount Lemmon         | Mt. Lemmon Survey      |
| 301333          | 2009 BX180             | 31 de gener de 2009    | Kitt Peak            | Spacewatch             |
| 301334          | 2009 BY181             | 31 de gener de 2009    | Mount Lemmon         | Mt. Lemmon Survey      |
| 301335          | 2009 BK183             | 25 de gener de 2009    | Kitt Peak            | Spacewatch             |
| 301336          | 2009 BL183             | 25 de gener de 2009    | Kitt Peak            | Spacewatch             |
| 301337          | 2009 BA185             | 20 de gener de 2009    | Socorro              | LINEAR                 |
| 301338          | 2009 BR186             | 20 de gener de 2009    | Socorro              | LINEAR                 |
| 301339          | 2009 BD187             | 26 de gener de 2009    | Socorro              | LINEAR                 |
| 301340          | 2009 BP187             | 31 de gener de 2009    | Kitt Peak            | Spacewatch             |
| 301341          | 2009 BC188             | 23 de gener de 2009    | Purple Mountain      | PMO NEO Survey Program |
| 301342          | 2009 BK188             | 25 de gener de 2009    | Kitt Peak            | Spacewatch             |
| 301343          | 2009 BM188             | 25 de gener de 2009    | Catalina             | CSS                    |
| 301344          | 2009 BC189             | 25 de gener de 2009    | Catalina             | CSS                    |
| 301345          | 2009 CU3               | 1 de febrer de 2009    | Great Shefford       | P. Birtwhistle         |
| 301346          | 2009 CS7               | 1 de febrer de 2009    | Mount Lemmon         | Mt. Lemmon Survey      |
| 301347          | 2009 CB8               | 1 de febrer de 2009    | Mount Lemmon         | Mt. Lemmon Survey      |
| 301348          | 2009 CE9               | 1 de febrer de 2009    | Mount Lemmon         | Mt. Lemmon Survey      |
| 301349          | 2009 CO10              | 1 de febrer de 2009    | Mount Lemmon         | Mt. Lemmon Survey      |
| 301350          | 2009 CE12              | 1 de febrer de 2009    | Kitt Peak            | Spacewatch             |
| 301351          | 2009 CR14              | 1 de febrer de 2009    | Kitt Peak            | Spacewatch             |
| 301352          | 2009 CL16              | 1 de febrer de 2009    | Mount Lemmon         | Mt. Lemmon Survey      |
| 301353          | 2009 CP22              | 1 de febrer de 2009    | Kitt Peak            | Spacewatch             |
| 301354          | 2009 CG28              | 1 de febrer de 2009    | Kitt Peak            | Spacewatch             |
| 301355          | 2009 CQ28              | 1 de febrer de 2009    | Kitt Peak            | Spacewatch             |
| 301356          | 2009 CM31              | 1 de febrer de 2009    | Kitt Peak            | Spacewatch             |
| 301357          | 2009 CV31              | 1 de febrer de 2009    | Kitt Peak            | Spacewatch             |
| 301358          | 2009 CC37              | 4 de febrer de 2009    | Mount Lemmon         | Mt. Lemmon Survey      |
| 301359          | 2009 CA39              | 13 de febrer de 2009   | Kitt Peak            | Spacewatch             |
| 301360          | 2009 CE39              | 13 de febrer de 2009   | Kitt Peak            | Spacewatch             |
| 301361          | 2009 CJ39              | 13 de febrer de 2009   | Kitt Peak            | Spacewatch             |
| 301362          | 2009 CD43              | 14 de febrer de 2009   | Catalina             | CSS                    |
| 301363          | 2009 CS43              | 14 de febrer de 2009   | Kitt Peak            | Spacewatch             |
| 301364          | 2009 CA44              | 14 de febrer de 2009   | Kitt Peak            | Spacewatch             |
| 301365          | 2009 CS44              | 14 de febrer de 2009   | Kitt Peak            | Spacewatch             |
| 301366          | 2009 CX44              | 14 de febrer de 2009   | Mount Lemmon         | Mt. Lemmon Survey      |
| 301367          | 2009 CP49              | 14 de febrer de 2009   | Mount Lemmon         | Mt. Lemmon Survey      |
| 301368          | 2009 CX49              | 14 de febrer de 2009   | La Sagra             | La Sagra               |
| 301369          | 2009 CF51              | 14 de febrer de 2009   | La Sagra             | La Sagra               |
| 301370          | 2009 CX52              | 14 de febrer de 2009   | Mount Lemmon         | Mt. Lemmon Survey      |
| 301371          | 2009 CC54              | 13 de febrer de 2009   | Kitt Peak            | Spacewatch             |
| 301372          | 2009 CW54              | 14 de febrer de 2009   | Mount Lemmon         | Mt. Lemmon Survey      |
| 301373          | 2009 CK55              | 14 de febrer de 2009   | Mount Lemmon         | Mt. Lemmon Survey      |
| 301374          | 2009 CE56              | 1 de febrer de 2009    | Catalina             | CSS                    |
| 301375          | 2009 CJ59              | 14 de febrer de 2009   | Kitt Peak            | Spacewatch             |
| 301376          | 2009 CJ62              | 3 de febrer de 2009    | Kitt Peak            | Spacewatch             |
| 301377          | 2009 CP62              | 5 de febrer de 2009    | Kitt Peak            | Spacewatch             |
| 301378          | 2009 CZ62              | 2 de febrer de 2009    | Kitt Peak            | Spacewatch             |
| 301379          | 2009 CJ63              | 1 de febrer de 2009    | Catalina             | CSS                    |
| 301380          | 2009 CW64              | 5 de febrer de 2009    | Kitt Peak            | Spacewatch             |
| 301381          | 2009 DR2               | 17 de febrer de 2009   | Dauban               | F. Kugel               |
| 301382          | 2009 DX3               | 18 de febrer de 2009   | Socorro              | LINEAR                 |
| 301383          | 2009 DL7               | 19 de febrer de 2009   | Kitt Peak            | Spacewatch             |
| 301384          | 2009 DV7               | 19 de febrer de 2009   | Catalina             | CSS                    |
| 301385          | 2009 DR11              | 21 de febrer de 2009   | Mayhill              | A. Lowe                |
| 301386          | 2009 DO14              | 19 de febrer de 2009   | Mount Lemmon         | Mt. Lemmon Survey      |
| 301387          | 2009 DL19              | 20 de febrer de 2009   | Kitt Peak            | Spacewatch             |
| 301388          | 2009 DP19              | 21 de febrer de 2009   | Catalina             | CSS                    |
| 301389          | 2009 DR19              | 21 de febrer de 2009   | Catalina             | CSS                    |
| 301390          | 2009 DA20              | 5 de febrer de 2009    | Kitt Peak            | Spacewatch             |
| 301391          | 2009 DP24              | 21 de febrer de 2009   | Kitt Peak            | Spacewatch             |
| 301392          | 2009 DT25              | 21 de febrer de 2009   | Mount Lemmon         | Mt. Lemmon Survey      |
| 301393          | 2009 DB29              | 23 de febrer de 2009   | Calar Alto           | F. Hormuth             |
| 301394 Bensheim | 2009 DB31              | 23 de febrer de 2009   | Tzec Maun            | E. Schwab              |
| 301395          | 2009 DL31              | 19 de febrer de 2009   | Kitt Peak            | Spacewatch             |
| 301396          | 2009 DO31              | 20 de febrer de 2009   | Kitt Peak            | Spacewatch             |
| 301397          | 2009 DP31              | 20 de febrer de 2009   | Kitt Peak            | Spacewatch             |
| 301398          | 2009 DF32              | 20 de febrer de 2009   | Kitt Peak            | Spacewatch             |
| 301399          | 2009 DR32              | 20 de febrer de 2009   | Kitt Peak            | Spacewatch             |
| 301400          | 2009 DV32              | 20 de febrer de 2009   | Kitt Peak            | Spacewatch             |

## 301401-301500
| Nom    | Designació provisional | Data de descobriment | Lloc de descobriment | Descobridor/s        |
| ------ | ---------------------- | -------------------- | -------------------- | -------------------- |
| 301401 | 2009 DD33              | 20 de febrer de 2009 | Kitt Peak            | Spacewatch           |
| 301402 | 2009 DC35              | 20 de febrer de 2009 | Kitt Peak            | Spacewatch           |
| 301403 | 2009 DE35              | 20 de febrer de 2009 | Kitt Peak            | Spacewatch           |
| 301404 | 2009 DK35              | 20 de febrer de 2009 | Kitt Peak            | Spacewatch           |
| 301405 | 2009 DE37              | 23 de febrer de 2009 | Calar Alto           | F. Hormuth           |
| 301406 | 2009 DT39              | 19 de febrer de 2009 | Dauban               | F. Kugel             |
| 301407 | 2009 DD41              | 17 de febrer de 2009 | La Sagra             | La Sagra             |
| 301408 | 2009 DU41              | 19 de febrer de 2009 | La Sagra             | La Sagra             |
| 301409 | 2009 DB42              | 19 de febrer de 2009 | La Sagra             | La Sagra             |
| 301410 | 2009 DC42              | 19 de febrer de 2009 | La Sagra             | La Sagra             |
| 301411 | 2009 DQ45              | 22 de febrer de 2009 | Socorro              | LINEAR               |
| 301412 | 2009 DF46              | 28 de febrer de 2009 | Wildberg             | R. Apitzsch          |
| 301413 | 2009 DN46              | 27 de febrer de 2009 | Vicques              | M. Ory               |
| 301414 | 2009 DR46              | 26 de febrer de 2009 | Socorro              | LINEAR               |
| 301415 | 2009 DV48              | 19 de febrer de 2009 | Kitt Peak            | Spacewatch           |
| 301416 | 2009 DR49              | 19 de febrer de 2009 | Kitt Peak            | Spacewatch           |
| 301417 | 2009 DS49              | 19 de febrer de 2009 | Kitt Peak            | Spacewatch           |
| 301418 | 2009 DX50              | 19 de febrer de 2009 | Kitt Peak            | Spacewatch           |
| 301419 | 2009 DY50              | 19 de febrer de 2009 | Kitt Peak            | Spacewatch           |
| 301420 | 2009 DC51              | 20 de febrer de 2009 | Kitt Peak            | Spacewatch           |
| 301421 | 2009 DC55              | 22 de febrer de 2009 | Kitt Peak            | Spacewatch           |
| 301422 | 2009 DO56              | 22 de febrer de 2009 | Kitt Peak            | Spacewatch           |
| 301423 | 2009 DZ56              | 22 de febrer de 2009 | Kitt Peak            | Spacewatch           |
| 301424 | 2009 DG57              | 22 de febrer de 2009 | Kitt Peak            | Spacewatch           |
| 301425 | 2009 DT57              | 22 de febrer de 2009 | Kitt Peak            | Spacewatch           |
| 301426 | 2009 DX58              | 22 de febrer de 2009 | Kitt Peak            | Spacewatch           |
| 301427 | 2009 DZ59              | 22 de febrer de 2009 | Kitt Peak            | Spacewatch           |
| 301428 | 2009 DA61              | 22 de febrer de 2009 | Kitt Peak            | Spacewatch           |
| 301429 | 2009 DQ61              | 22 de febrer de 2009 | Kitt Peak            | Spacewatch           |
| 301430 | 2009 DX61              | 22 de febrer de 2009 | Kitt Peak            | Spacewatch           |
| 301431 | 2009 DL63              | 22 de febrer de 2009 | Mount Lemmon         | Mt. Lemmon Survey    |
| 301432 | 2009 DO63              | 22 de febrer de 2009 | Kitt Peak            | Spacewatch           |
| 301433 | 2009 DP69              | 26 de febrer de 2009 | Catalina             | CSS                  |
| 301434 | 2009 DK72              | 22 de febrer de 2009 | Kitt Peak            | Spacewatch           |
| 301435 | 2009 DE73              | 25 de febrer de 2009 | Calar Alto           | F. Hormuth           |
| 301436 | 2009 DL74              | 26 de febrer de 2009 | Catalina             | CSS                  |
| 301437 | 2009 DO74              | 26 de febrer de 2009 | Catalina             | CSS                  |
| 301438 | 2009 DF77              | 21 de febrer de 2009 | La Sagra             | La Sagra             |
| 301439 | 2009 DD78              | 25 de febrer de 2009 | Catalina             | CSS                  |
| 301440 | 2009 DY79              | 21 d'agost de 2006   | Kitt Peak            | Spacewatch           |
| 301441 | 2009 DD80              | 21 de febrer de 2009 | Kitt Peak            | Spacewatch           |
| 301442 | 2009 DB81              | 24 de febrer de 2009 | Kitt Peak            | Spacewatch           |
| 301443 | 2009 DD82              | 24 de febrer de 2009 | Kitt Peak            | Spacewatch           |
| 301444 | 2009 DM82              | 24 de febrer de 2009 | Kitt Peak            | Spacewatch           |
| 301445 | 2009 DT82              | 24 de febrer de 2009 | Kitt Peak            | Spacewatch           |
| 301446 | 2009 DX82              | 24 de febrer de 2009 | Kitt Peak            | Spacewatch           |
| 301447 | 2009 DH83              | 24 de febrer de 2009 | Kitt Peak            | Spacewatch           |
| 301448 | 2009 DA88              | 27 de febrer de 2009 | Kitt Peak            | Spacewatch           |
| 301449 | 2009 DB92              | 27 de febrer de 2009 | Kitt Peak            | Spacewatch           |
| 301450 | 2009 DZ94              | 28 de febrer de 2009 | Kitt Peak            | Spacewatch           |
| 301451 | 2009 DN98              | 26 de febrer de 2009 | Kitt Peak            | Spacewatch           |
| 301452 | 2009 DK102             | 26 de febrer de 2009 | Kitt Peak            | Spacewatch           |
| 301453 | 2009 DG112             | 26 de febrer de 2009 | Kitt Peak            | Spacewatch           |
| 301454 | 2009 DM112             | 26 de febrer de 2009 | Catalina             | CSS                  |
| 301455 | 2009 DW112             | 27 de febrer de 2009 | Catalina             | CSS                  |
| 301456 | 2009 DY112             | 27 de febrer de 2009 | Catalina             | CSS                  |
| 301457 | 2009 DW113             | 27 de febrer de 2009 | Mount Lemmon         | Mt. Lemmon Survey    |
| 301458 | 2009 DE115             | 26 de febrer de 2009 | Catalina             | CSS                  |
| 301459 | 2009 DB116             | 27 de febrer de 2009 | Kitt Peak            | Spacewatch           |
| 301460 | 2009 DB117             | 27 de febrer de 2009 | Kitt Peak            | Spacewatch           |
| 301461 | 2009 DX117             | 27 de febrer de 2009 | Kitt Peak            | Spacewatch           |
| 301462 | 2009 DL118             | 27 de febrer de 2009 | Kitt Peak            | Spacewatch           |
| 301463 | 2009 DX120             | 27 de febrer de 2009 | Kitt Peak            | Spacewatch           |
| 301464 | 2009 DY120             | 27 de febrer de 2009 | Kitt Peak            | Spacewatch           |
| 301465 | 2009 DC122             | 27 de febrer de 2009 | Kitt Peak            | Spacewatch           |
| 301466 | 2009 DG124             | 19 de febrer de 2009 | Catalina             | CSS                  |
| 301467 | 2009 DV125             | 19 de febrer de 2009 | Kitt Peak            | Spacewatch           |
| 301468 | 2009 DA126             | 19 de febrer de 2009 | Kitt Peak            | Spacewatch           |
| 301469 | 2009 DD126             | 19 de febrer de 2009 | Kitt Peak            | Spacewatch           |
| 301470 | 2009 DN126             | 20 de febrer de 2009 | Kitt Peak            | Spacewatch           |
| 301471 | 2009 DQ126             | 20 de febrer de 2009 | Kitt Peak            | Spacewatch           |
| 301472 | 2009 DW126             | 20 de febrer de 2009 | Kitt Peak            | Spacewatch           |
| 301473 | 2009 DQ127             | 20 de febrer de 2009 | Kitt Peak            | Spacewatch           |
| 301474 | 2009 DD128             | 21 de febrer de 2009 | Kitt Peak            | Spacewatch           |
| 301475 | 2009 DO128             | 22 de febrer de 2009 | Catalina             | CSS                  |
| 301476 | 2009 DR128             | 24 de febrer de 2009 | Catalina             | CSS                  |
| 301477 | 2009 DT128             | 24 de febrer de 2009 | Catalina             | CSS                  |
| 301478 | 2009 DL131             | 19 de febrer de 2009 | Kitt Peak            | Spacewatch           |
| 301479 | 2009 DF132             | 21 de febrer de 2009 | Kitt Peak            | Spacewatch           |
| 301480 | 2009 DH133             | 27 de febrer de 2009 | Kitt Peak            | Spacewatch           |
| 301481 | 2009 DZ133             | 28 de febrer de 2009 | Kitt Peak            | Spacewatch           |
| 301482 | 2009 DL134             | 28 de febrer de 2009 | Kitt Peak            | Spacewatch           |
| 301483 | 2009 DB135             | 20 de febrer de 2009 | Kitt Peak            | Spacewatch           |
| 301484 | 2009 DV136             | 24 de febrer de 2009 | Mount Lemmon         | Mt. Lemmon Survey    |
| 301485 | 2009 DU137             | 19 de febrer de 2009 | Kitt Peak            | Spacewatch           |
| 301486 | 2009 DB139             | 26 de febrer de 2009 | Kitt Peak            | Spacewatch           |
| 301487 | 2009 DW139             | 16 de febrer de 2009 | Catalina             | CSS                  |
| 301488 | 2009 DO140             | 21 de febrer de 2009 | Socorro              | LINEAR               |
| 301489 | 2009 DW141             | 18 de febrer de 2009 | Socorro              | LINEAR               |
| 301490 | 2009 DE142             | 25 de febrer de 2009 | Siding Spring        | Siding Spring Survey |
| 301491 | 2009 EP3               | 14 de març de 2009   | La Sagra             | La Sagra             |
| 301492 | 2009 EH4               | 15 de març de 2009   | La Sagra             | La Sagra             |
| 301493 | 2009 ES4               | 15 de març de 2009   | La Sagra             | La Sagra             |
| 301494 | 2009 EG14              | 15 de març de 2009   | Kitt Peak            | Spacewatch           |
| 301495 | 2009 EK15              | 15 de març de 2009   | Kitt Peak            | Spacewatch           |
| 301496 | 2009 EC18              | 15 de març de 2009   | Kitt Peak            | Spacewatch           |
| 301497 | 2009 EB19              | 15 de març de 2009   | Mount Lemmon         | Mt. Lemmon Survey    |
| 301498 | 2009 ET19              | 15 de març de 2009   | Catalina             | CSS                  |
| 301499 | 2009 EX21              | 14 de març de 2009   | La Sagra             | La Sagra             |
| 301500 | 2009 EL22              | 2 de març de 2009    | Kitt Peak            | Spacewatch           |

## 301501-301600
| Nom                | Designació provisional | Data de descobriment   | Lloc de descobriment | Descobridor/s          |
| ------------------ | ---------------------- | ---------------------- | -------------------- | ---------------------- |
| 301501             | 2009 EQ22              | 2 de març de 2009      | Mount Lemmon         | Mt. Lemmon Survey      |
| 301502             | 2009 EY22              | 3 de març de 2009      | Mount Lemmon         | Mt. Lemmon Survey      |
| 301503             | 2009 EP23              | 3 de març de 2009      | Catalina             | CSS                    |
| 301504             | 2009 ED26              | 8 de març de 2009      | Mount Lemmon         | Mt. Lemmon Survey      |
| 301505             | 2009 EE26              | 8 de març de 2009      | Mount Lemmon         | Mt. Lemmon Survey      |
| 301506             | 2009 ES28              | 3 de març de 2009      | Mount Lemmon         | Mt. Lemmon Survey      |
| 301507             | 2009 EX28              | 15 de març de 2009     | La Sagra             | La Sagra               |
| 301508             | 2009 EC30              | 1 de març de 2009      | Mount Lemmon         | Mt. Lemmon Survey      |
| 301509             | 2009 EW30              | 1 de març de 2009      | Kitt Peak            | Spacewatch             |
| 301510             | 2009 FY2               | 18 de març de 2009     | Dauban               | F. Kugel               |
| 301511             | 2009 FJ5               | 19 de març de 2009     | Saint-Sulpice        | B. Christophe          |
| 301512             | 2009 FY6               | 16 de març de 2009     | Kitt Peak            | Spacewatch             |
| 301513             | 2009 FU7               | 16 de març de 2009     | Kitt Peak            | Spacewatch             |
| 301514             | 2009 FQ8               | 16 de març de 2009     | Kitt Peak            | Spacewatch             |
| 301515             | 2009 FL10              | 18 de març de 2009     | Mount Lemmon         | Mt. Lemmon Survey      |
| 301516             | 2009 FF11              | 17 de març de 2009     | Kitt Peak            | Spacewatch             |
| 301517             | 2009 FU13              | 16 de març de 2009     | Dauban               | F. Kugel               |
| 301518             | 2009 FC18              | 18 de març de 2009     | La Sagra             | La Sagra               |
| 301519             | 2009 FF18              | 19 de març de 2009     | La Sagra             | La Sagra               |
| 301520             | 2009 FR19              | 21 de març de 2009     | Dauban               | F. Kugel               |
| 301521             | 2009 FK22              | 18 de març de 2009     | Siding Spring        | Siding Spring Survey   |
| 301522             | 2009 FX23              | 22 de març de 2009     | Tzec Maun            | L. Elenin              |
| 301523             | 2009 FZ23              | 18 de març de 2009     | La Sagra             | La Sagra               |
| 301524             | 2009 FR26              | 17 de març de 2009     | Kitt Peak            | Spacewatch             |
| 301525             | 2009 FP27              | 21 de març de 2009     | Mount Lemmon         | Mt. Lemmon Survey      |
| 301526             | 2009 FV28              | 20 de març de 2009     | Bergisch Gladbac     | W. Bickel              |
| 301527             | 2009 FY35              | 25 de març de 2009     | Purple Mountain      | PMO NEO Survey Program |
| 301528             | 2009 FK37              | 24 de març de 2009     | Mount Lemmon         | Mt. Lemmon Survey      |
| 301529             | 2009 FH38              | 26 de març de 2009     | Kitt Peak            | Spacewatch             |
| 301530             | 2009 FW38              | 18 de març de 2009     | La Sagra             | La Sagra               |
| 301531             | 2009 FE39              | 23 de març de 2009     | Mount Lemmon         | Mt. Lemmon Survey      |
| 301532             | 2009 FN40              | 16 de març de 2009     | Mount Lemmon         | Mt. Lemmon Survey      |
| 301533             | 2009 FY40              | 20 de març de 2009     | La Sagra             | La Sagra               |
| 301534             | 2009 FD44              | 30 de març de 2009     | Bergisch Gladbac     | W. Bickel              |
| 301535             | 2009 FE47              | 28 de març de 2009     | Kitt Peak            | Spacewatch             |
| 301536             | 2009 FO47              | 28 de març de 2009     | Kitt Peak            | Spacewatch             |
| 301537             | 2009 FA48              | 19 de març de 2009     | Mount Lemmon         | Mt. Lemmon Survey      |
| 301538             | 2009 FK50              | 28 de març de 2009     | Kitt Peak            | Spacewatch             |
| 301539             | 2009 FR53              | 29 de març de 2009     | Mount Lemmon         | Mt. Lemmon Survey      |
| 301540             | 2009 FK54              | 29 de març de 2009     | Mount Lemmon         | Mt. Lemmon Survey      |
| 301541             | 2009 FS60              | 19 de març de 2009     | Mount Lemmon         | Mt. Lemmon Survey      |
| 301542             | 2009 FL62              | 23 de març de 2009     | Purple Mountain      | PMO NEO Survey Program |
| 301543             | 2009 FY64              | 17 de març de 2009     | Kitt Peak            | Spacewatch             |
| 301544             | 2009 FY65              | 19 de març de 2009     | Kitt Peak            | Spacewatch             |
| 301545             | 2009 FT71              | 16 de març de 2009     | Kitt Peak            | Spacewatch             |
| 301546             | 2009 FX71              | 16 de març de 2009     | Kitt Peak            | Spacewatch             |
| 301547             | 2009 FQ73              | 26 de març de 2009     | Kitt Peak            | Spacewatch             |
| 301548             | 2009 FA74              | 31 de març de 2009     | Kitt Peak            | Spacewatch             |
| 301549             | 2009 FV75              | 22 de març de 2009     | Mount Lemmon         | Mt. Lemmon Survey      |
| 301550             | 2009 FY76              | 18 de març de 2009     | Kitt Peak            | Spacewatch             |
| 301551             | 2009 GD2               | 5 d'abril de 2009      | La Sagra             | La Sagra               |
| 301552             | 2009 GA3               | 14 d'abril de 2009     | Vicques              | M. Ory                 |
| 301553 Ninaglevoba | 2009 GM3               | 13 d'abril de 2009     | Zelenchukskaya S     | T. V. Kryachko         |
| 301554             | 2009 GG4               | 2 d'abril de 2009      | Mount Lemmon         | Mt. Lemmon Survey      |
| 301555             | 2009 HY                | 16 d'abril de 2009     | Catalina             | CSS                    |
| 301556             | 2009 HS1               | 17 d'abril de 2009     | Catalina             | CSS                    |
| 301557             | 2009 HX2               | 16 d'abril de 2009     | Catalina             | CSS                    |
| 301558             | 2009 HL3               | 17 d'abril de 2009     | Kitt Peak            | Spacewatch             |
| 301559             | 2009 HL9               | 17 d'abril de 2009     | Mount Lemmon         | Mt. Lemmon Survey      |
| 301560             | 2009 HZ14              | 18 d'abril de 2009     | Kitt Peak            | Spacewatch             |
| 301561             | 2009 HU16              | 18 d'abril de 2009     | Kitt Peak            | Spacewatch             |
| 301562             | 2009 HO19              | 19 d'abril de 2009     | Sierra Stars         | W. G. Dillon           |
| 301563             | 2009 HK25              | 17 d'abril de 2009     | Kitt Peak            | Spacewatch             |
| 301564             | 2009 HL32              | 19 d'abril de 2009     | Kitt Peak            | Spacewatch             |
| 301565             | 2009 HE33              | 19 d'abril de 2009     | Mount Lemmon         | Mt. Lemmon Survey      |
| 301566 Melissajane | 2009 HF36              | 20 d'abril de 2009     | Mayhill              | N. Falla               |
| 301567             | 2009 HT36              | 20 d'abril de 2009     | La Sagra             | La Sagra               |
| 301568             | 2009 HU39              | 18 d'abril de 2009     | Kitt Peak            | Spacewatch             |
| 301569             | 2009 HY69              | 22 d'abril de 2009     | Mount Lemmon         | Mt. Lemmon Survey      |
| 301570             | 2009 HA81              | 29 d'abril de 2009     | Mount Lemmon         | Mt. Lemmon Survey      |
| 301571             | 2009 HJ82              | 26 d'abril de 2009     | Socorro              | LINEAR                 |
| 301572             | 2009 HF96              | 22 d'abril de 2009     | Kitt Peak            | Spacewatch             |
| 301573             | 2009 HP99              | 22 d'abril de 2009     | Mount Lemmon         | Mt. Lemmon Survey      |
| 301574             | 2009 JV15              | 3 de maig de 2009      | Kitt Peak            | Spacewatch             |
| 301575             | 2009 KP3               | 17 de maig de 2009     | Kitt Peak            | Spacewatch             |
| 301576             | 2009 KR9               | 25 de maig de 2009     | Kitt Peak            | Spacewatch             |
| 301577             | 2009 KT17              | 26 de maig de 2009     | Kitt Peak            | Spacewatch             |
| 301578             | 2009 RE2               | 10 de setembre de 2009 | Hibiscus             | N. Teamo               |
| 301579             | 2009 UC87              | 24 d'octubre de 2009   | Catalina             | CSS                    |
| 301580             | 2009 UT94              | 21 d'octubre de 2009   | Mount Lemmon         | Mt. Lemmon Survey      |
| 301581             | 2009 XU9               | 13 de desembre de 2009 | Socorro              | LINEAR                 |
| 301582             | 2010 AO105             | 12 de gener de 2010    | WISE                 | WISE                   |
| 301583             | 2010 BR2               | 19 de gener de 2010    | Siding Spring        | Siding Spring Survey   |
| 301584             | 2010 BN15              | 17 de gener de 2010    | WISE                 | WISE                   |
| 301585             | 2010 BV38              | 19 de gener de 2010    | WISE                 | WISE                   |
| 301586             | 2010 BG50              | 20 de gener de 2010    | WISE                 | WISE                   |
| 301587             | 2010 CB10              | 8 de febrer de 2010    | WISE                 | WISE                   |
| 301588             | 2010 CP16              | 11 de febrer de 2010   | WISE                 | WISE                   |
| 301589             | 2010 CS28              | 9 de febrer de 2010    | Kitt Peak            | Spacewatch             |
| 301590             | 2010 CB29              | 9 de febrer de 2010    | Kitt Peak            | Spacewatch             |
| 301591             | 2010 CW33              | 10 de febrer de 2010   | Kitt Peak            | Spacewatch             |
| 301592             | 2010 CG47              | 4 de març de 2005      | Kitt Peak            | Spacewatch             |
| 301593             | 2010 CH58              | 12 de febrer de 2010   | Socorro              | LINEAR                 |
| 301594             | 2010 CC63              | 25 d'abril de 2000     | Anderson Mesa        | LONEOS                 |
| 301595             | 2010 CX76              | 13 de febrer de 2010   | Kitt Peak            | Spacewatch             |
| 301596             | 2010 CN79              | 13 de febrer de 2010   | Mount Lemmon         | Mt. Lemmon Survey      |
| 301597             | 2010 CV82              | 13 de febrer de 2010   | Mount Lemmon         | Mt. Lemmon Survey      |
| 301598             | 2010 CH103             | 14 de febrer de 2010   | Kitt Peak            | Spacewatch             |
| 301599             | 2010 CQ103             | 14 de febrer de 2010   | Kitt Peak            | Spacewatch             |
| 301600             | 2010 CP126             | 15 de febrer de 2010   | Mount Lemmon         | Mt. Lemmon Survey      |

## 301601-301700
| Nom            | Designació provisional | Data de descobriment   | Lloc de descobriment | Descobridor/s       |
| -------------- | ---------------------- | ---------------------- | -------------------- | ------------------- |
| 301601         | 2010 CH129             | 9 de febrer de 2010    | Catalina             | CSS                 |
| 301602         | 2010 CO139             | 13 de febrer de 2010   | Kitt Peak            | Spacewatch          |
| 301603         | 2010 CP146             | 13 de febrer de 2010   | Catalina             | CSS                 |
| 301604         | 2010 CM151             | 14 de febrer de 2010   | Kitt Peak            | Spacewatch          |
| 301605         | 2010 CJ152             | 14 de febrer de 2010   | Kitt Peak            | Spacewatch          |
| 301606         | 2010 CK153             | 14 de febrer de 2010   | Kitt Peak            | Spacewatch          |
| 301607         | 2010 CP153             | 14 de febrer de 2010   | Kitt Peak            | Spacewatch          |
| 301608         | 2010 CG185             | 13 de febrer de 2010   | Socorro              | LINEAR              |
| 301609         | 2010 CX217             | 7 de febrer de 2010    | WISE                 | WISE                |
| 301610         | 2010 DH7               | 11 de setembre de 2004 | Kitt Peak            | Spacewatch          |
| 301611         | 2010 DS20              | 16 de febrer de 2010   | WISE                 | WISE                |
| 301612         | 2010 DN34              | 17 de febrer de 2010   | Bergisch Gladbac     | W. Bickel           |
| 301613         | 2010 DQ37              | 16 de febrer de 2010   | Kitt Peak            | Spacewatch          |
| 301614         | 2010 DT38              | 16 de febrer de 2010   | Kitt Peak            | Spacewatch          |
| 301615         | 2010 DS48              | 17 de febrer de 2010   | Kitt Peak            | Spacewatch          |
| 301616         | 2010 DT52              | 22 de febrer de 2010   | WISE                 | WISE                |
| 301617         | 2010 DA58              | 24 de febrer de 2010   | WISE                 | WISE                |
| 301618         | 2010 DJ74              | 18 de febrer de 2010   | Kitt Peak            | Spacewatch          |
| 301619         | 2010 DJ75              | 17 de febrer de 2010   | Kitt Peak            | Spacewatch          |
| 301620         | 2010 DY75              | 18 de febrer de 2010   | Mount Lemmon         | Mt. Lemmon Survey   |
| 301621         | 2010 DQ76              | 19 de febrer de 2010   | Catalina             | CSS                 |
| 301622         | 2010 DZ77              | 16 de febrer de 2010   | Haleakala            | Pan-STARRS 1        |
| 301623         | 2010 DA78              | 16 de febrer de 2010   | Haleakala            | Pan-STARRS 1        |
| 301624         | 2010 EJ2               | 1 de març de 2010      | WISE                 | WISE                |
| 301625         | 2010 EC21              | 9 de març de 2010      | Taunus               | E. Schwab, R. Kling |
| 301626         | 2010 ER27              | 11 de març de 2010     | WISE                 | WISE                |
| 301627         | 2010 EP28              | 10 de març de 2010     | WISE                 | WISE                |
| 301628         | 2010 ED29              | 4 de març de 2010      | Kitt Peak            | Spacewatch          |
| 301629         | 2010 EQ29              | 4 de març de 2010      | Kitt Peak            | Spacewatch          |
| 301630         | 2010 ET29              | 5 de març de 2010      | Catalina             | CSS                 |
| 301631         | 2010 EN38              | 4 de març de 2010      | Kitt Peak            | Spacewatch          |
| 301632         | 2010 EO38              | 4 de març de 2010      | Catalina             | CSS                 |
| 301633         | 2010 EF39              | 10 de març de 2010     | Vail-Jarnac          | Jarnac              |
| 301634         | 2010 ES39              | 10 de març de 2010     | La Sagra             | La Sagra            |
| 301635         | 2010 EG40              | 12 de març de 2010     | Catalina             | CSS                 |
| 301636         | 2010 EG41              | 4 de març de 2010      | Kitt Peak            | Spacewatch          |
| 301637         | 2010 EX43              | 12 de març de 2010     | Dauban               | F. Kugel            |
| 301638 Kressin | 2010 EQ45              | 14 de març de 2010     | Sonoita (IRO)        | R. Kracht           |
| 301639         | 2010 EE69              | 23 de maig de 2006     | Mount Lemmon         | Mt. Lemmon Survey   |
| 301640         | 2010 EO77              | 12 de març de 2010     | Catalina             | CSS                 |
| 301641         | 2010 EV82              | 12 de març de 2010     | Catalina             | CSS                 |
| 301642         | 2010 EN85              | 13 de març de 2010     | Kitt Peak            | Spacewatch          |
| 301643         | 2010 ES87              | 13 de març de 2010     | Mount Lemmon         | Mt. Lemmon Survey   |
| 301644         | 2010 EJ89              | 14 de març de 2010     | Kitt Peak            | Spacewatch          |
| 301645         | 2010 EB97              | 10 d'octubre de 1994   | Kitt Peak            | Spacewatch          |
| 301646         | 2010 EO100             | 15 de març de 2010     | Kitt Peak            | Spacewatch          |
| 301647         | 2010 EL105             | 12 de març de 2010     | Kitt Peak            | Spacewatch          |
| 301648         | 2010 ES106             | 4 de març de 2010      | Kitt Peak            | Spacewatch          |
| 301649         | 2010 EL107             | 12 de març de 2010     | Kitt Peak            | Spacewatch          |
| 301650         | 2010 EU107             | 12 de març de 2010     | Kitt Peak            | Spacewatch          |
| 301651         | 2010 EQ109             | 4 de març de 2010      | Kitt Peak            | Spacewatch          |
| 301652         | 2010 EU109             | 4 de març de 2010      | Kitt Peak            | Spacewatch          |
| 301653         | 2010 EP120             | 12 de març de 2010     | Mount Lemmon         | Mt. Lemmon Survey   |
| 301654         | 2010 EV121             | 15 de març de 2010     | Kitt Peak            | Spacewatch          |
| 301655         | 2010 EC127             | 15 de març de 2010     | Catalina             | CSS                 |
| 301656         | 2010 EW128             | 12 de març de 2010     | Kitt Peak            | Spacewatch          |
| 301657         | 2010 EA129             | 12 de març de 2010     | Kitt Peak            | Spacewatch          |
| 301658         | 2010 ET129             | 13 de març de 2010     | Kitt Peak            | Spacewatch          |
| 301659         | 2010 EN130             | 13 de març de 2010     | Kitt Peak            | Spacewatch          |
| 301660         | 2010 EO130             | 13 de març de 2010     | Kitt Peak            | Spacewatch          |
| 301661         | 2010 ES130             | 13 de març de 2010     | Kitt Peak            | Spacewatch          |
| 301662         | 2010 EO131             | 15 de març de 2010     | Kitt Peak            | Spacewatch          |
| 301663         | 2010 EY132             | 13 de març de 2010     | Kitt Peak            | Spacewatch          |
| 301664         | 2010 ET133             | 15 de març de 2010     | Kitt Peak            | Spacewatch          |
| 301665         | 2010 EZ133             | 5 de març de 2010      | Kitt Peak            | Spacewatch          |
| 301666         | 2010 EZ135             | 14 de març de 2010     | Kitt Peak            | Spacewatch          |
| 301667         | 2010 EV137             | 12 de març de 2010     | Kitt Peak            | Spacewatch          |
| 301668         | 2010 ED138             | 13 de març de 2010     | Mount Lemmon         | Mt. Lemmon Survey   |
| 301669         | 2010 EG138             | 13 de març de 2010     | Mount Lemmon         | Mt. Lemmon Survey   |
| 301670         | 2010 EP138             | 26 de gener de 2006    | Mount Lemmon         | Mt. Lemmon Survey   |
| 301671         | 2010 FQ12              | 16 de març de 2010     | Kitt Peak            | Spacewatch          |
| 301672         | 2010 FS12              | 16 de març de 2010     | Kitt Peak            | Spacewatch          |
| 301673         | 2010 FB13              | 16 de març de 2010     | Kitt Peak            | Spacewatch          |
| 301674         | 2010 FE13              | 16 de març de 2010     | Kitt Peak            | Spacewatch          |
| 301675         | 2010 FG15              | 17 de març de 2010     | Kitt Peak            | Spacewatch          |
| 301676         | 2010 FB16              | 18 de març de 2010     | Kitt Peak            | Spacewatch          |
| 301677         | 2010 FC30              | 2 de desembre de 2005  | Kitt Peak            | Spacewatch          |
| 301678         | 2010 FO47              | 1 d'octubre de 2003    | Kitt Peak            | Spacewatch          |
| 301679         | 2010 FA48              | 22 de març de 2010     | ESA OGS              | ESA OGS             |
| 301680         | 2010 FS54              | 21 de març de 2010     | Kitt Peak            | Spacewatch          |
| 301681         | 2010 FY55              | 18 de març de 2010     | Kitt Peak            | Spacewatch          |
| 301682         | 2010 FX56              | 16 de març de 2010     | Mount Lemmon         | Mt. Lemmon Survey   |
| 301683         | 2010 FX82              | 23 de gener de 2006    | Kitt Peak            | Spacewatch          |
| 301684         | 2010 FM83              | 19 de març de 2010     | Mount Lemmon         | Mt. Lemmon Survey   |
| 301685         | 2010 FA84              | 25 de març de 2010     | Kitt Peak            | Spacewatch          |
| 301686         | 2010 FQ84              | 25 de desembre de 2005 | Kitt Peak            | Spacewatch          |
| 301687         | 2010 FE86              | 26 de març de 2010     | Kitt Peak            | Spacewatch          |
| 301688         | 2010 FD88              | 21 de març de 2010     | Kitt Peak            | Spacewatch          |
| 301689         | 2010 FV88              | 19 de març de 2010     | Kitt Peak            | Spacewatch          |
| 301690         | 2010 FE89              | 18 de març de 2010     | Mount Lemmon         | Mt. Lemmon Survey   |
| 301691         | 2010 FT91              | 25 de març de 2010     | Mount Lemmon         | Mt. Lemmon Survey   |
| 301692         | 2010 FY91              | 13 d'agost de 2007     | Anderson Mesa        | LONEOS              |
| 301693         | 2010 FK92              | 17 de març de 2010     | Catalina             | CSS                 |
| 301694         | 2010 FL92              | 16 de març de 2010     | Mount Lemmon         | Mt. Lemmon Survey   |
| 301695         | 2010 FP95              | 23 de novembre de 1997 | Kitt Peak            | Spacewatch          |
| 301696         | 2010 FN101             | 19 de març de 2010     | Kitt Peak            | Spacewatch          |
| 301697         | 2010 GQ7               | 5 d'abril de 2010      | Kitt Peak            | Spacewatch          |
| 301698         | 2010 GY24              | 8 d'abril de 2010      | La Sagra             | La Sagra            |
| 301699         | 2010 GV25              | 4 d'abril de 2010      | Kitt Peak            | Spacewatch          |
| 301700         | 2010 GH26              | 4 d'abril de 2010      | Kitt Peak            | Spacewatch          |

## 301701-301800
| Nom                    | Designació provisional | Data de descobriment   | Lloc de descobriment | Descobridor/s          |
| ---------------------- | ---------------------- | ---------------------- | -------------------- | ---------------------- |
| 301701                 | 2010 GJ26              | 4 d'abril de 2010      | Kitt Peak            | Spacewatch             |
| 301702                 | 2010 GU27              | 8 de juliol de 2003    | Palomar              | NEAT                   |
| 301703                 | 2010 GV27              | 5 d'abril de 2010      | Kitt Peak            | Spacewatch             |
| 301704                 | 2010 GW28              | 8 d'abril de 2010      | La Sagra             | La Sagra               |
| 301705                 | 2010 GZ28              | 8 d'abril de 2010      | Kitt Peak            | Spacewatch             |
| 301706                 | 2010 GB29              | 8 d'abril de 2010      | Kitt Peak            | Spacewatch             |
| 301707                 | 2010 GQ29              | 8 d'abril de 2010      | Purple Mountain      | PMO NEO Survey Program |
| 301708                 | 2010 GB31              | 4 d'abril de 2010      | Catalina             | CSS                    |
| 301709                 | 2010 GW31              | 5 d'abril de 2010      | Kitt Peak            | Spacewatch             |
| 301710                 | 2010 GU32              | 9 d'abril de 2010      | Catalina             | CSS                    |
| 301711                 | 2010 GW66              | 10 d'abril de 2010     | Mount Lemmon         | Mt. Lemmon Survey      |
| 301712                 | 2010 GZ71              | 13 d'abril de 2010     | WISE                 | WISE                   |
| 301713                 | 2010 GD97              | 6 d'abril de 2010      | Kitt Peak            | Spacewatch             |
| 301714                 | 2010 GF97              | 6 d'abril de 2010      | Kitt Peak            | Spacewatch             |
| 301715                 | 2010 GD99              | 4 d'abril de 2010      | Kitt Peak            | Spacewatch             |
| 301716                 | 2010 GK100             | 4 d'abril de 2010      | Kitt Peak            | Spacewatch             |
| 301717                 | 2010 GK103             | 6 d'abril de 2010      | Kitt Peak            | Spacewatch             |
| 301718                 | 2010 GE104             | 12 de setembre de 2007 | Mount Lemmon         | Mt. Lemmon Survey      |
| 301719                 | 2010 GO104             | 7 d'abril de 2010      | Kitt Peak            | Spacewatch             |
| 301720                 | 2010 GB105             | 7 d'abril de 2010      | Kitt Peak            | Spacewatch             |
| 301721                 | 2010 GR107             | 8 d'abril de 2010      | Kitt Peak            | Spacewatch             |
| 301722                 | 2010 GQ113             | 10 d'abril de 2010     | Kitt Peak            | Spacewatch             |
| 301723                 | 2010 GZ113             | 10 d'abril de 2010     | Kitt Peak            | Spacewatch             |
| 301724                 | 2010 GL114             | 10 d'abril de 2010     | Kitt Peak            | Spacewatch             |
| 301725                 | 2010 GZ114             | 4 de març de 2006      | Mount Lemmon         | Mt. Lemmon Survey      |
| 301726                 | 2010 GB116             | 10 d'abril de 2010     | Kitt Peak            | Spacewatch             |
| 301727                 | 2010 GK119             | 11 d'abril de 2010     | Kitt Peak            | Spacewatch             |
| 301728                 | 2010 GB120             | 11 d'abril de 2010     | Kitt Peak            | Spacewatch             |
| 301729                 | 2010 GR120             | 11 d'abril de 2010     | Kitt Peak            | Spacewatch             |
| 301730                 | 2010 GU126             | 15 de gener de 2001    | Kitt Peak            | Spacewatch             |
| 301731                 | 2010 GT127             | 10 d'abril de 2010     | Kitt Peak            | Spacewatch             |
| 301732                 | 2010 GF131             | 9 d'abril de 2010      | Kitt Peak            | Spacewatch             |
| 301733                 | 2010 GA137             | 13 de març de 2002     | Palomar              | NEAT                   |
| 301734                 | 2010 GL141             | 8 d'abril de 2010      | La Sagra             | La Sagra               |
| 301735                 | 2010 GJ144             | 21 d'octubre de 2003   | Kitt Peak            | Spacewatch             |
| 301736                 | 2010 GV144             | 12 d'abril de 2010     | Mount Lemmon         | Mt. Lemmon Survey      |
| 301737                 | 2010 GK156             | 4 d'abril de 2010      | Kitt Peak            | Spacewatch             |
| 301738                 | 2010 GH157             | 9 d'abril de 2010      | Kitt Peak            | Spacewatch             |
| 301739                 | 2010 GV157             | 11 d'abril de 2010     | Mount Lemmon         | Mt. Lemmon Survey      |
| 301740                 | 2010 GZ157             | 12 d'abril de 2010     | Kitt Peak            | Spacewatch             |
| 301741                 | 2010 GE160             | 8 d'abril de 2010      | Catalina             | CSS                    |
| 301742                 | 2010 GS160             | 9 d'abril de 2010      | Catalina             | CSS                    |
| 301743                 | 2010 GU161             | 14 d'abril de 2010     | Mount Lemmon         | Mt. Lemmon Survey      |
| 301744                 | 2010 HV64              | 26 d'abril de 2010     | WISE                 | WISE                   |
| 301745                 | 2010 HN79              | 20 d'abril de 2010     | Kitt Peak            | Spacewatch             |
| 301746                 | 2010 HQ79              | 20 d'abril de 2010     | Kitt Peak            | Spacewatch             |
| 301747                 | 2010 HK80              | 26 d'abril de 2010     | Mount Lemmon         | Mt. Lemmon Survey      |
| 301748                 | 2010 HQ103             | 21 d'abril de 2010     | Kitt Peak            | Spacewatch             |
| 301749                 | 2010 HT103             | 25 d'abril de 2010     | Kitt Peak            | Spacewatch             |
| 301750                 | 2010 HM105             | 20 d'abril de 2010     | Bergisch Gladbac     | W. Bickel              |
| 301751                 | 2010 HF107             | 29 d'octubre de 1999   | Kitt Peak            | Spacewatch             |
| 301752                 | 2010 JL                | 3 de maig de 2010      | Nogales              | Tenagra II             |
| 301753                 | 2010 JZ                | 25 de febrer de 2006   | Kitt Peak            | Spacewatch             |
| 301754                 | 2010 JQ29              | 3 de maig de 2010      | Kitt Peak            | Spacewatch             |
| 301755                 | 2010 JL30              | 3 de maig de 2010      | Kitt Peak            | Spacewatch             |
| 301756                 | 2010 JU30              | 4 de maig de 2010      | Catalina             | CSS                    |
| 301757                 | 2010 JW30              | 4 de maig de 2010      | Catalina             | CSS                    |
| 301758                 | 2010 JA34              | 4 de maig de 2010      | Catalina             | CSS                    |
| 301759                 | 2010 JL35              | 27 de febrer de 2006   | Kitt Peak            | Spacewatch             |
| 301760                 | 2010 JP42              | 17 de febrer de 2007   | Mount Lemmon         | Mt. Lemmon Survey      |
| 301761                 | 2010 JL43              | 3 de maig de 2010      | Kitt Peak            | Spacewatch             |
| 301762                 | 2010 JM43              | 3 de maig de 2010      | Kitt Peak            | Spacewatch             |
| 301763                 | 2010 JB44              | 4 de maig de 2010      | Siding Spring        | Siding Spring Survey   |
| 301764                 | 2010 JQ44              | 6 de maig de 2010      | Mount Lemmon         | Mt. Lemmon Survey      |
| 301765                 | 2010 JQ45              | 7 de maig de 2010      | Kitt Peak            | Spacewatch             |
| 301766                 | 2010 JU48              | 5 de setembre de 2000  | Kitt Peak            | Spacewatch             |
| 301767                 | 2010 JX73              | 8 de maig de 2010      | Mount Lemmon         | Mt. Lemmon Survey      |
| 301768                 | 2010 JD79              | 18 d'abril de 2005     | Kitt Peak            | Spacewatch             |
| 301769                 | 2010 JZ81              | 3 de maig de 2010      | Kitt Peak            | Spacewatch             |
| 301770                 | 2010 JK87              | 12 de maig de 2010     | Calvin-Rehoboth      | L. A. Molnar           |
| 301771                 | 2010 JD117             | 6 de maig de 2006      | Kitt Peak            | Spacewatch             |
| 301772                 | 2010 JK120             | 12 de maig de 2010     | Mount Lemmon         | Mt. Lemmon Survey      |
| 301773                 | 2010 JC121             | 12 de maig de 2010     | Mount Lemmon         | Mt. Lemmon Survey      |
| 301774                 | 2010 JD121             | 12 de maig de 2010     | Mount Lemmon         | Mt. Lemmon Survey      |
| 301775                 | 2010 JW121             | 13 de maig de 2010     | Kitt Peak            | Spacewatch             |
| 301776                 | 2010 JQ122             | 13 de maig de 2010     | Kitt Peak            | Spacewatch             |
| 301777                 | 2010 JG147             | 5 de maig de 2010      | Mount Lemmon         | Mt. Lemmon Survey      |
| 301778                 | 2010 JK148             | 11 de març de 2002     | Palomar              | NEAT                   |
| 301779                 | 2010 JL149             | 29 de maig de 2006     | Socorro              | LINEAR                 |
| 301780                 | 2010 JK153             | 21 de setembre de 2003 | Palomar              | NEAT                   |
| 301781                 | 2010 JZ159             | 11 d'octubre de 2007   | Kitt Peak            | Spacewatch             |
| 301782                 | 2010 JP165             | 11 de maig de 2010     | Mount Lemmon         | Mt. Lemmon Survey      |
| 301783                 | 2010 JB167             | 11 de maig de 2010     | Mount Lemmon         | Mt. Lemmon Survey      |
| 301784                 | 2010 JS170             | 10 de maig de 2005     | Kitt Peak            | Spacewatch             |
| 301785                 | 2010 KV8               | 19 de febrer de 2001   | Socorro              | LINEAR                 |
| 301786                 | 2010 KD9               | 16 de maig de 2010     | Nogales              | Tenagra II             |
| 301787                 | 2010 KE62              | 18 de maig de 2010     | Siding Spring        | Siding Spring Survey   |
| 301788                 | 2010 KF127             | 22 de maig de 2010     | Siding Spring        | Siding Spring Survey   |
| 301789                 | 2010 KG128             | 10 de novembre de 2004 | Kitt Peak            | Spacewatch             |
| 301790                 | 2010 LO1               | 4 de juny de 2010      | Nogales              | Tenagra II             |
| 301791                 | 2010 LQ14              | 3 de juny de 2010      | Kitt Peak            | Spacewatch             |
| 301792                 | 2010 LX14              | 3 de juny de 2010      | Kitt Peak            | Spacewatch             |
| 301793                 | 2010 LA15              | 3 de juny de 2010      | Kitt Peak            | Spacewatch             |
| 301794 Antoninkapustin | 2010 LH64              | 12 de juny de 2010     | Zelenchukskaya S     | T. V. Kryachko         |
| 301795                 | 2010 LG107             | 15 de gener de 2005    | Socorro              | LINEAR                 |
| 301796                 | 2010 OW41              | 21 de juliol de 2010   | WISE                 | WISE                   |
| 301797                 | 2010 OL83              | 26 de juliol de 2010   | WISE                 | WISE                   |
| 301798                 | 2010 OT84              | 26 de juliol de 2010   | WISE                 | WISE                   |
| 301799                 | 2010 RW70              | 26 de maig de 2006     | Mount Lemmon         | Mt. Lemmon Survey      |
| 301800                 | 2011 BL60              | 24 de desembre de 2006 | Kitt Peak            | Spacewatch             |

## 301801-301900
| Nom    | Designació provisional | Data de descobriment   | Lloc de descobriment | Descobridor/s                                          |
| ------ | ---------------------- | ---------------------- | -------------------- | ------------------------------------------------------ |
| 301801 | 2011 BT79              | 13 de març de 2004     | Palomar              | NEAT                                                   |
| 301802 | 2011 BS100             | 1 de maig de 2003      | Kitt Peak            | Spacewatch                                             |
| 301803 | 2011 MM2               | 15 de setembre de 2006 | Kitt Peak            | Spacewatch                                             |
| 301804 | 2011 MT5               | 19 d'agost de 2004     | Siding Spring        | Siding Spring Survey                                   |
| 301805 | 2011 MX6               | 15 d'octubre de 2001   | Palomar              | NEAT                                                   |
| 301806 | 2011 MP8               | 27 de setembre de 2000 | Socorro              | LINEAR                                                 |
| 301807 | 2011 NQ2               | 11 d'octubre de 2007   | Catalina             | CSS                                                    |
| 301808 | 2011 OO10              | 8 de març de 2005      | Mount Lemmon         | Mt. Lemmon Survey                                      |
| 301809 | 2011 OG12              | 11 de novembre de 2004 | Kitt Peak            | Spacewatch                                             |
| 301810 | 2011 OW14              | 6 d'octubre de 2000    | Anderson Mesa        | LONEOS                                                 |
| 301811 | 2011 OE20              | 23 de setembre de 2008 | Kitt Peak            | Spacewatch                                             |
| 301812 | 2011 OW24              | 14 de setembre de 2007 | Catalina             | CSS                                                    |
| 301813 | 2011 OA25              | 13 de maig de 2007     | Mount Lemmon         | Mt. Lemmon Survey                                      |
| 301814 | 2011 PJ3               | 21 d'octubre de 2006   | Catalina             | CSS                                                    |
| 301815 | 2011 PF4               | 28 de juny de 2004     | Siding Spring        | Siding Spring Survey                                   |
| 301816 | 2011 PO4               | 25 de maig de 2003     | Haleakala            | NEAT                                                   |
| 301817 | 2011 PB6               | 24 d'octubre de 2003   | Apache Point         | Sloan Digital Sky Survey                               |
| 301818 | 2011 PC6               | 19 de novembre de 2006 | Catalina             | CSS                                                    |
| 301819 | 2011 PE6               | 10 de juliol de 2005   | Siding Spring        | Siding Spring Survey                                   |
| 301820 | 2011 PK8               | 10 de setembre de 2007 | Mount Lemmon         | Mt. Lemmon Survey                                      |
| 301821 | 2011 PP8               | 17 de març de 2004     | Kitt Peak            | Spacewatch                                             |
| 301822 | 2011 PB9               | 14 de març de 2007     | Kitt Peak            | Spacewatch                                             |
| 301823 | 2011 PC9               | 23 d'octubre de 2003   | Kitt Peak            | Spacewatch                                             |
| 301824 | 2011 PE9               | 15 de setembre de 2006 | Kitt Peak            | Spacewatch                                             |
| 301825 | 2011 PK9               | 18 de setembre de 2003 | Kitt Peak            | Spacewatch                                             |
| 301826 | 2011 PS9               | 5 de gener de 2006     | Mount Lemmon         | Mt. Lemmon Survey                                      |
| 301827 | 2011 QY1               | 16 de gener de 2004    | Kitt Peak            | Spacewatch                                             |
| 301828 | 2011 QM7               | 27 de gener de 2003    | Palomar              | NEAT                                                   |
| 301829 | 2011 QG8               | 7 de gener de 2006     | Mount Lemmon         | Mt. Lemmon Survey                                      |
| 301830 | 2011 QF12              | 20 de desembre de 2004 | Mount Lemmon         | Mt. Lemmon Survey                                      |
| 301831 | 2011 QH14              | 5 de març de 2000      | Cerro Tololo         | Deep Lens Survey                                       |
| 301832 | 2011 QT16              | 23 d'agost de 2004     | Kitt Peak            | Spacewatch                                             |
| 301833 | 2011 QY24              | 24 d'agost de 2007     | Kitt Peak            | Spacewatch                                             |
| 301834 | 2011 QT33              | 19 de febrer de 2009   | Mount Lemmon         | Mt. Lemmon Survey                                      |
| 301835 | 2011 QY49              | 10 de març de 2005     | Mount Lemmon         | Mt. Lemmon Survey                                      |
| 301836 | 2011 RQ1               | 30 de setembre de 2003 | Kitt Peak            | Spacewatch                                             |
| 301837 | 5581 P-L               | 22 d'octubre de 1960   | Palomar              | C. J. van Houten, I. van Houten-Groeneveld, T. Gehrels |
| 301838 | 6226 P-L               | 24 de setembre de 1960 | Palomar              | C. J. van Houten, I. van Houten-Groeneveld, T. Gehrels |
| 301839 | 1488 T-2               | 29 de setembre de 1973 | Palomar              | C. J. van Houten, I. van Houten-Groeneveld, T. Gehrels |
| 301840 | 4212 T-3               | 16 d'octubre de 1977   | Palomar              | C. J. van Houten, I. van Houten-Groeneveld, T. Gehrels |
| 301841 | 4260 T-3               | 16 d'octubre de 1977   | Palomar              | C. J. van Houten, I. van Houten-Groeneveld, T. Gehrels |
| 301842 | 1980 FG4               | 16 de març de 1980     | La Silla             | C.-I. Lagerkvist                                       |
| 301843 | 1981 DZ2               | 28 de febrer de 1981   | Siding Spring        | S. J. Bus                                              |
| 301844 | 1990 UA                | 16 d'octubre de 1990   | Palomar              | E. F. Helin                                            |
| 301845 | 1992 SS4               | 24 de setembre de 1992 | Kitt Peak            | Spacewatch                                             |
| 301846 | 1993 OV1               | 16 de juliol de 1993   | Palomar              | E. F. Helin, K. J. Lawrence                            |
| 301847 | 1994 AE5               | 5 de gener de 1994     | Kitt Peak            | Spacewatch                                             |
| 301848 | 1994 PQ3               | 10 d'agost de 1994     | La Silla             | E. W. Elst                                             |
| 301849 | 1994 SC7               | 28 de setembre de 1994 | Kitt Peak            | Spacewatch                                             |
| 301850 | 1994 TE8               | 6 d'octubre de 1994    | Kitt Peak            | Spacewatch                                             |
| 301851 | 1994 UF8               | 28 d'octubre de 1994   | Kitt Peak            | Spacewatch                                             |
| 301852 | 1994 WP4               | 26 de novembre de 1994 | Kitt Peak            | Spacewatch                                             |
| 301853 | 1994 WU4               | 26 de novembre de 1994 | Kitt Peak            | Spacewatch                                             |
| 301854 | 1995 BS14              | 31 de gener de 1995    | Kitt Peak            | Spacewatch                                             |
| 301855 | 1995 CY1               | 7 de febrer de 1995    | Siding Spring        | R. H. McNaught                                         |
| 301856 | 1995 ES4               | 2 de març de 1995      | Kitt Peak            | Spacewatch                                             |
| 301857 | 1995 MV2               | 25 de juny de 1995     | Kitt Peak            | Spacewatch                                             |
| 301858 | 1995 QX15              | 31 d'agost de 1995     | Kitt Peak            | Spacewatch                                             |
| 301859 | 1995 SV10              | 17 de setembre de 1995 | Kitt Peak            | Spacewatch                                             |
| 301860 | 1995 SW35              | 23 de setembre de 1995 | Kitt Peak            | Spacewatch                                             |
| 301861 | 1995 SG50              | 26 de setembre de 1995 | Kitt Peak            | Spacewatch                                             |
| 301862 | 1995 SO62              | 25 de setembre de 1995 | Kitt Peak            | Spacewatch                                             |
| 301863 | 1995 SP69              | 18 de setembre de 1995 | Kitt Peak            | Spacewatch                                             |
| 301864 | 1995 SK80              | 26 de setembre de 1995 | Kitt Peak            | Spacewatch                                             |
| 301865 | 1995 SM80              | 26 de setembre de 1995 | Kitt Peak            | Spacewatch                                             |
| 301866 | 1995 TR8               | 1 d'octubre de 1995    | Kitt Peak            | Spacewatch                                             |
| 301867 | 1995 UR17              | 18 d'octubre de 1995   | Kitt Peak            | Spacewatch                                             |
| 301868 | 1995 UW50              | 18 d'octubre de 1995   | Kitt Peak            | Spacewatch                                             |
| 301869 | 1995 VZ2               | 14 de novembre de 1995 | Kitt Peak            | Spacewatch                                             |
| 301870 | 1995 WE10              | 16 de novembre de 1995 | Kitt Peak            | Spacewatch                                             |
| 301871 | 1995 WH20              | 17 de novembre de 1995 | Kitt Peak            | Spacewatch                                             |
| 301872 | 1995 WV21              | 17 de novembre de 1995 | Kitt Peak            | Spacewatch                                             |
| 301873 | 1995 WX24              | 18 de novembre de 1995 | Kitt Peak            | Spacewatch                                             |
| 301874 | 1995 WV38              | 23 de novembre de 1995 | Kitt Peak            | Spacewatch                                             |
| 301875 | 1996 BN12              | 24 de gener de 1996    | Kitt Peak            | Spacewatch                                             |
| 301876 | 1996 EA7               | 11 de març de 1996     | Kitt Peak            | Spacewatch                                             |
| 301877 | 1996 JZ9               | 13 de maig de 1996     | Kitt Peak            | Spacewatch                                             |
| 301878 | 1996 VU39              | 7 de novembre de 1996  | Kitt Peak            | Spacewatch                                             |
| 301879 | 1997 HK13              | 30 d'abril de 1997     | Socorro              | LINEAR                                                 |
| 301880 | 1997 HT15              | 29 d'abril de 1997     | Kitt Peak            | Spacewatch                                             |
| 301881 | 1997 TV21              | 4 d'octubre de 1997    | Kitt Peak            | Spacewatch                                             |
| 301882 | 1998 BN36              | 18 de gener de 1998    | Kitt Peak            | Spacewatch                                             |
| 301883 | 1998 EQ9               | 9 de març de 1998      | Teide                | Teide                                                  |
| 301884 | 1998 KB3               | 23 de maig de 1998     | Kitt Peak            | Spacewatch                                             |
| 301885 | 1998 QV2               | 17 d'agost de 1998     | Socorro              | LINEAR                                                 |
| 301886 | 1998 QY4               | 22 d'agost de 1998     | Xinglong             | Beijing Schmidt CCD Asteroid Program                   |
| 301887 | 1998 QX23              | 17 d'agost de 1998     | Socorro              | LINEAR                                                 |
| 301888 | 1998 QC28              | 26 d'agost de 1998     | Kitt Peak            | Spacewatch                                             |
| 301889 | 1998 QH85              | 24 d'agost de 1998     | Socorro              | LINEAR                                                 |
| 301890 | 1998 QO94              | 17 d'agost de 1998     | Socorro              | LINEAR                                                 |
| 301891 | 1998 QP95              | 19 d'agost de 1998     | Socorro              | LINEAR                                                 |
| 301892 | 1998 QL98              | 28 d'agost de 1998     | Socorro              | LINEAR                                                 |
| 301893 | 1998 RR12              | 14 de setembre de 1998 | Kitt Peak            | Spacewatch                                             |
| 301894 | 1998 RX28              | 14 de setembre de 1998 | Socorro              | LINEAR                                                 |
| 301895 | 1998 RH42              | 14 de setembre de 1998 | Socorro              | LINEAR                                                 |
| 301896 | 1998 SH5               | 16 de setembre de 1998 | Kitt Peak            | Spacewatch                                             |
| 301897 | 1998 SE12              | 22 de setembre de 1998 | Caussols             | ODAS                                                   |
| 301898 | 1998 SP34              | 26 de setembre de 1998 | Socorro              | LINEAR                                                 |
| 301899 | 1998 SA46              | 25 de setembre de 1998 | Kitt Peak            | Spacewatch                                             |
| 301900 | 1998 SM89              | 26 de setembre de 1998 | Socorro              | LINEAR                                                 |

## 301901-302000
| Nom    | Designació provisional | Data de descobriment   | Lloc de descobriment | Descobridor/s            |
| ------ | ---------------------- | ---------------------- | -------------------- | ------------------------ |
| 301901 | 1998 UP14              | 23 d'octubre de 1998   | Kitt Peak            | Spacewatch               |
| 301902 | 1998 UG19              | 28 d'octubre de 1998   | Socorro              | LINEAR                   |
| 301903 | 1998 UR50              | 17 d'octubre de 1998   | Kitt Peak            | Spacewatch               |
| 301904 | 1998 WN32              | 19 de novembre de 1998 | Anderson Mesa        | LONEOS                   |
| 301905 | 1998 WR41              | 24 de novembre de 1998 | Socorro              | LINEAR                   |
| 301906 | 1998 XV5               | 8 de desembre de 1998  | Kitt Peak            | Spacewatch               |
| 301907 | 1998 XB9               | 12 de desembre de 1998 | Socorro              | LINEAR                   |
| 301908 | 1998 XM14              | 15 de desembre de 1998 | Caussols             | ODAS                     |
| 301909 | 1998 XK15              | 15 de desembre de 1998 | Caussols             | ODAS                     |
| 301910 | 1998 YM8               | 25 de desembre de 1998 | Catalina             | CSS                      |
| 301911 | 1998 YW19              | 25 de desembre de 1998 | Kitt Peak            | Spacewatch               |
| 301912 | 1999 BU31              | 19 de gener de 1999    | Kitt Peak            | Spacewatch               |
| 301913 | 1999 FC73              | 20 de març de 1999     | Apache Point         | Sloan Digital Sky Survey |
| 301914 | 1999 JT110             | 13 de maig de 1999     | Socorro              | LINEAR                   |
| 301915 | 1999 LY2               | 5 de juny de 1999      | Kitt Peak            | Spacewatch               |
| 301916 | 1999 RL185             | 9 de setembre de 1999  | Socorro              | LINEAR                   |
| 301917 | 1999 SK2               | 18 de setembre de 1999 | Kitt Peak            | Spacewatch               |
| 301918 | 1999 TJ64              | 8 d'octubre de 1999    | Kitt Peak            | Spacewatch               |
| 301919 | 1999 TX194             | 12 d'octubre de 1999   | Socorro              | LINEAR                   |
| 301920 | 1999 VJ100             | 9 de novembre de 1999  | Socorro              | LINEAR                   |
| 301921 | 1999 VA137             | 12 de novembre de 1999 | Socorro              | LINEAR                   |
| 301922 | 1999 VH159             | 14 de novembre de 1999 | Socorro              | LINEAR                   |
| 301923 | 1999 VV187             | 15 de novembre de 1999 | Socorro              | LINEAR                   |
| 301924 | 1999 VM209             | 14 de novembre de 1999 | Kitt Peak            | Spacewatch               |
| 301925 | 1999 XZ69              | 7 de desembre de 1999  | Socorro              | LINEAR                   |
| 301926 | 1999 XZ84              | 7 de desembre de 1999  | Socorro              | LINEAR                   |
| 301927 | 1999 XH104             | 7 de desembre de 1999  | Socorro              | LINEAR                   |
| 301928 | 1999 XF161             | 12 de desembre de 1999 | Socorro              | LINEAR                   |
| 301929 | 1999 XP189             | 12 de desembre de 1999 | Socorro              | LINEAR                   |
| 301930 | 1999 XC253             | 12 de desembre de 1999 | Kitt Peak            | Spacewatch               |
| 301931 | 1999 YP10              | 27 de desembre de 1999 | Kitt Peak            | Spacewatch               |
| 301932 | 2000 AL1               | 2 de gener de 2000     | Socorro              | LINEAR                   |
| 301933 | 2000 AU32              | 13 de gener de 2000    | Kitt Peak            | Spacewatch               |
| 301934 | 2000 AE48              | 3 de gener de 2000     | Gnosca               | S. Sposetti              |
| 301935 | 2000 AG66              | 4 de gener de 2000     | Socorro              | LINEAR                   |
| 301936 | 2000 AH97              | 4 de gener de 2000     | Socorro              | LINEAR                   |
| 301937 | 2000 AN123             | 5 de gener de 2000     | Socorro              | LINEAR                   |
| 301938 | 2000 AD133             | 3 de gener de 2000     | Socorro              | LINEAR                   |
| 301939 | 2000 AE135             | 4 de gener de 2000     | Socorro              | LINEAR                   |
| 301940 | 2000 AA214             | 6 de gener de 2000     | Kitt Peak            | Spacewatch               |
| 301941 | 2000 AS221             | 8 de gener de 2000     | Kitt Peak            | Spacewatch               |
| 301942 | 2000 AP234             | 5 de gener de 2000     | Socorro              | LINEAR                   |
| 301943 | 2000 AK235             | 5 de gener de 2000     | Socorro              | LINEAR                   |
| 301944 | 2000 AS254             | 3 de gener de 2000     | Kitt Peak            | Spacewatch               |
| 301945 | 2000 BC15              | 31 de gener de 2000    | Oizumi               | T. Kobayashi             |
| 301946 | 2000 BK15              | 28 de gener de 2000    | Piszkesteto          | K. Sarneczky, G. Szabo   |
| 301947 | 2000 CU10              | 2 de febrer de 2000    | Socorro              | LINEAR                   |
| 301948 | 2000 CZ20              | 2 de febrer de 2000    | Socorro              | LINEAR                   |
| 301949 | 2000 CM34              | 3 de febrer de 2000    | Ondrejov             | P. Kusnirak              |
| 301950 | 2000 CE45              | 2 de febrer de 2000    | Socorro              | LINEAR                   |
| 301951 | 2000 CZ79              | 8 de febrer de 2000    | Kitt Peak            | Spacewatch               |
| 301952 | 2000 CT124             | 3 de febrer de 2000    | Socorro              | LINEAR                   |
| 301953 | 2000 CL130             | 3 de febrer de 2000    | Kitt Peak            | Spacewatch               |
| 301954 | 2000 CB135             | 4 de febrer de 2000    | Kitt Peak            | Spacewatch               |
| 301955 | 2000 DW9               | 26 de febrer de 2000   | Kitt Peak            | Spacewatch               |
| 301956 | 2000 DR26              | 29 de febrer de 2000   | Socorro              | LINEAR                   |
| 301957 | 2000 DK30              | 29 de febrer de 2000   | Socorro              | LINEAR                   |
| 301958 | 2000 DQ49              | 29 de febrer de 2000   | Socorro              | LINEAR                   |
| 301959 | 2000 DA68              | 29 de febrer de 2000   | Socorro              | LINEAR                   |
| 301960 | 2000 DP76              | 29 de febrer de 2000   | Socorro              | LINEAR                   |
| 301961 | 2000 DF116             | 28 de febrer de 2000   | Catalina             | CSS                      |
| 301962 | 2000 ET26              | 9 de març de 2000      | Socorro              | LINEAR                   |
| 301963 | 2000 EF34              | 5 de març de 2000      | Socorro              | LINEAR                   |
| 301964 | 2000 EJ37              | 8 de març de 2000      | Socorro              | LINEAR                   |
| 301965 | 2000 EN172             | 14 de març de 2000     | Catalina             | CSS                      |
| 301966 | 2000 EJ198             | 1 de març de 2000      | Catalina             | CSS                      |
| 301967 | 2000 FS1               | 25 de març de 2000     | Kitt Peak            | Spacewatch               |
| 301968 | 2000 FX2               | 28 de març de 2000     | Socorro              | LINEAR                   |
| 301969 | 2000 FP9               | 30 de març de 2000     | Kitt Peak            | Spacewatch               |
| 301970 | 2000 GE27              | 5 d'abril de 2000      | Socorro              | LINEAR                   |
| 301971 | 2000 GS29              | 5 d'abril de 2000      | Socorro              | LINEAR                   |
| 301972 | 2000 GE142             | 7 d'abril de 2000      | Anderson Mesa        | LONEOS                   |
| 301973 | 2000 GV170             | 5 d'abril de 2000      | Anderson Mesa        | LONEOS                   |
| 301974 | 2000 GU171             | 2 d'abril de 2000      | Socorro              | LINEAR                   |
| 301975 | 2000 HL                | 24 d'abril de 2000     | Kitt Peak            | Spacewatch               |
| 301976 | 2000 HX17              | 24 d'abril de 2000     | Kitt Peak            | Spacewatch               |
| 301977 | 2000 HY39              | 30 d'abril de 2000     | Kitt Peak            | Spacewatch               |
| 301978 | 2000 HE81              | 28 d'abril de 2000     | Kitt Peak            | Spacewatch               |
| 301979 | 2000 JC2               | 1 de maig de 2000      | Kitt Peak            | Spacewatch               |
| 301980 | 2000 JO8               | 6 de maig de 2000      | Socorro              | LINEAR                   |
| 301981 | 2000 JB20              | 6 de maig de 2000      | Socorro              | LINEAR                   |
| 301982 | 2000 KT4               | 27 de maig de 2000     | Socorro              | LINEAR                   |
| 301983 | 2000 KW40              | 30 de maig de 2000     | Kitt Peak            | Spacewatch               |
| 301984 | 2000 KC43              | 26 de maig de 2000     | Kitt Peak            | Spacewatch               |
| 301985 | 2000 KH66              | 27 de maig de 2000     | Socorro              | LINEAR                   |
| 301986 | 2000 LF7               | 6 de juny de 2000      | Kitt Peak            | Spacewatch               |
| 301987 | 2000 NS                | 3 de juliol de 2000    | Prescott             | P. G. Comba              |
| 301988 | 2000 NN10              | 9 de juliol de 2000    | Socorro              | LINEAR                   |
| 301989 | 2000 OL61              | 29 de juliol de 2000   | Cerro Tololo         | M. W. Buie               |
| 301990 | 2000 OA62              | 30 de juliol de 2000   | Cerro Tololo         | M. W. Buie               |
| 301991 | 2000 PM1               | 1 d'agost de 2000      | Socorro              | LINEAR                   |
| 301992 | 2000 QH14              | 24 d'agost de 2000     | Socorro              | LINEAR                   |
| 301993 | 2000 QB41              | 24 d'agost de 2000     | Socorro              | LINEAR                   |
| 301994 | 2000 QJ53              | 24 d'agost de 2000     | Socorro              | LINEAR                   |
| 301995 | 2000 QW85              | 25 d'agost de 2000     | Socorro              | LINEAR                   |
| 301996 | 2000 QU86              | 25 d'agost de 2000     | Socorro              | LINEAR                   |
| 301997 | 2000 QC117             | 29 d'agost de 2000     | Socorro              | LINEAR                   |
| 301998 | 2000 QW147             | 31 d'agost de 2000     | Socorro              | LINEAR                   |
| 301999 | 2000 QC157             | 31 d'agost de 2000     | Socorro              | LINEAR                   |
| 302000 | 2000 QD163             | 31 d'agost de 2000     | Socorro              | LINEAR                   |